# Lista niszczycieli United States Navy
To lista niszczycieli United States Navy posortowana po numerze taktycznym. Zawiera wszystkie okręty oznaczone jako DD, DL, DDG, DLG, DLGN.
CG-47 „Ticonderoga” i CG-48 „Yorktown” zostały zatwierdzone jako niszczyciele (DDG-47 i DDG-48) i zostały przeklasyfikowane na krążowniki zanim położono stępki. Nie jest jasne czy CG-49 „Vincennes” i CG-50 „Valley Forge” zostały zatwierdzone jako niszczyciele przez Kongres (jednak fakt, że sekwencja DDG zawiera DDG-51 „Arleigh Burke” jest argumentem, że tak było).
Aby obejrzeć listę niszczycieli eskortowych zobacz Lista niszczycieli eskortowych United States Navy
Aby obejrzeć listę niszczycieli - stawiaczy min zobacz Lista okrętów wojny minowej United States Navy
Aby obejrzeć listę typów niszczycieli zobacz Lista typów niszczycieli United States Navy

## Niszczyciele

### DD-1 do DD-444

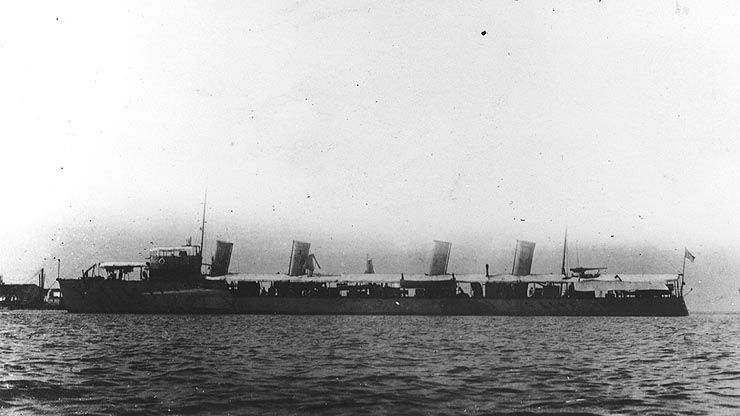
USS „Bainbridge” (DD-1)

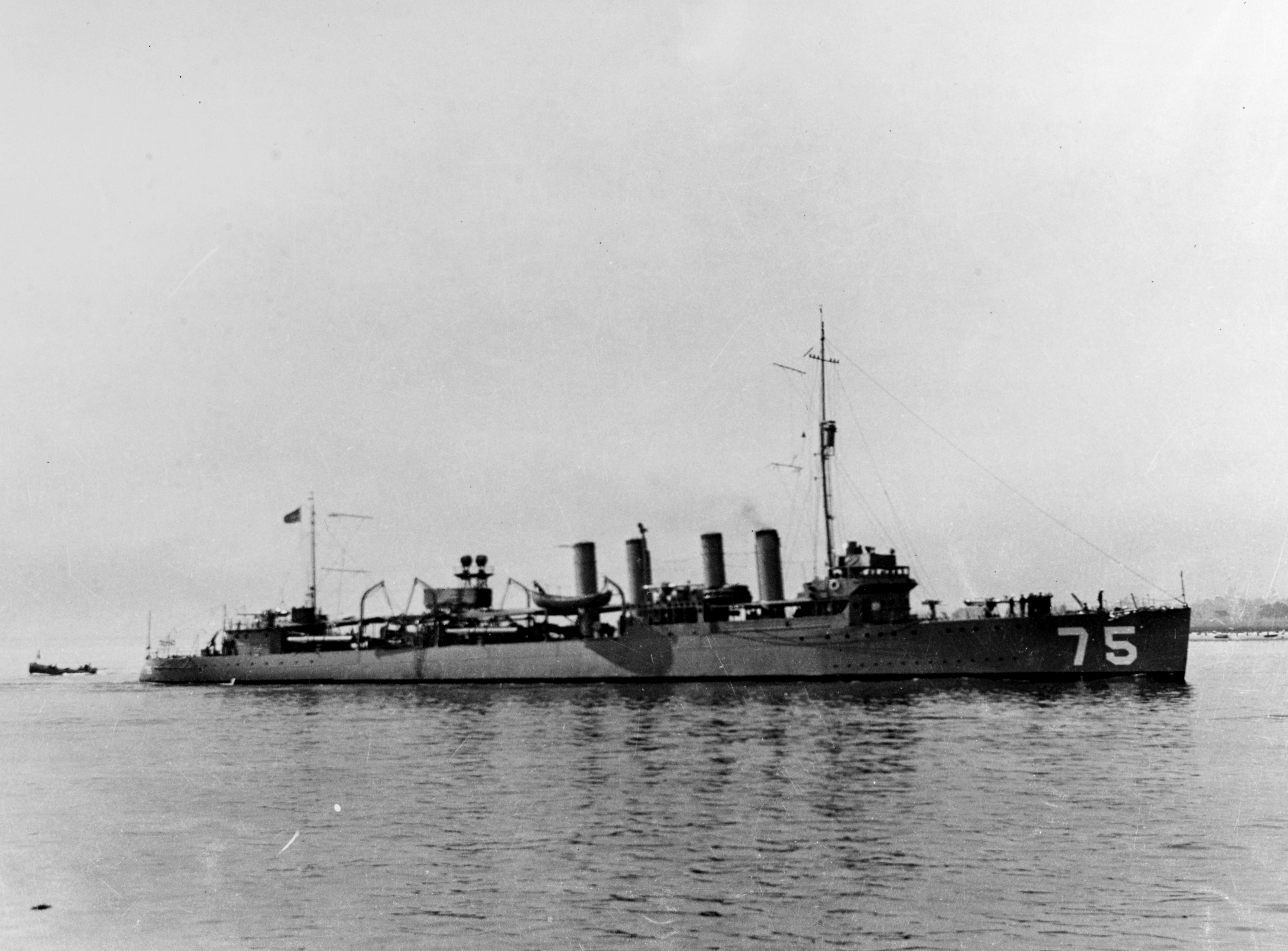
USS „Wickes” (DD-75)

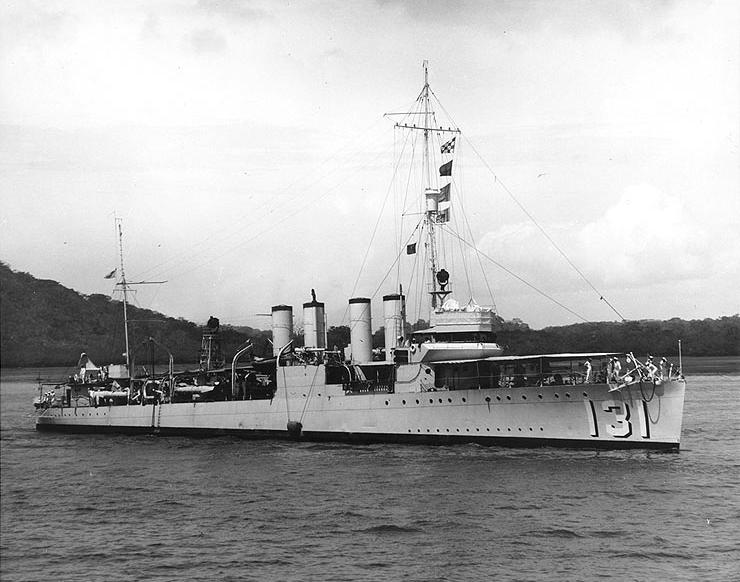
USS „Buchanan” (DD-131)

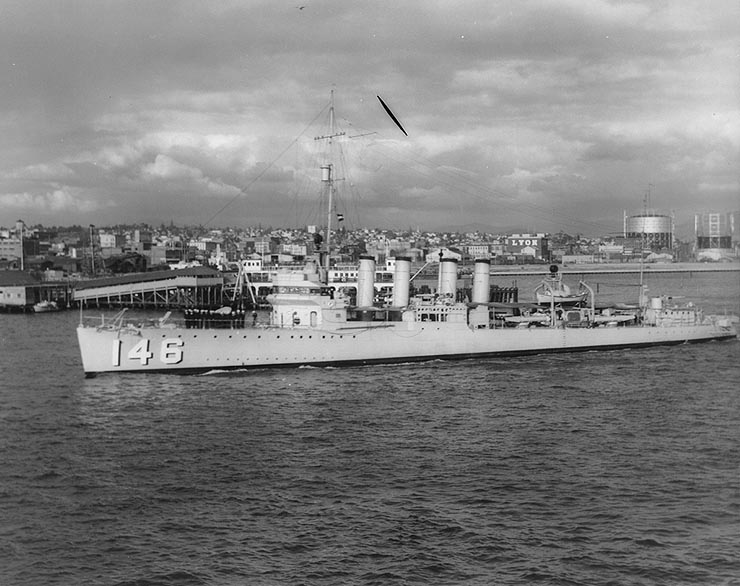
USS „Elliot” (DD-146)

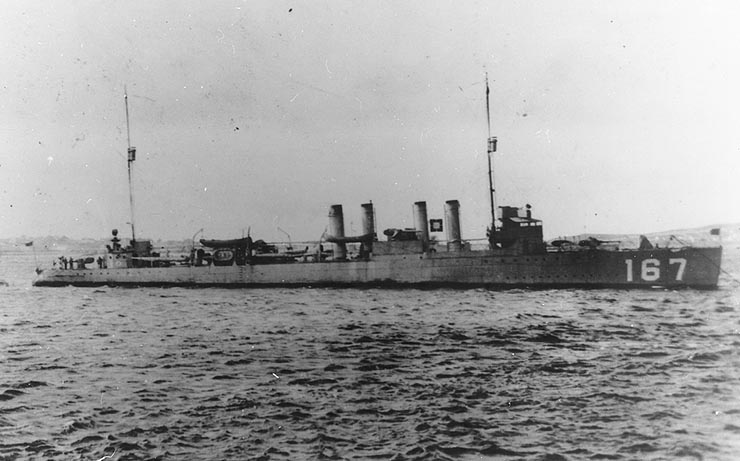
USS „Cowell” (DD-167)

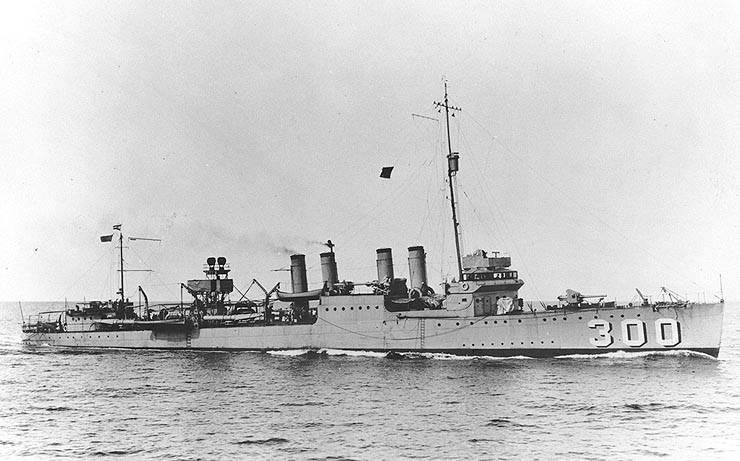
USS „Farragut” (DD-300)

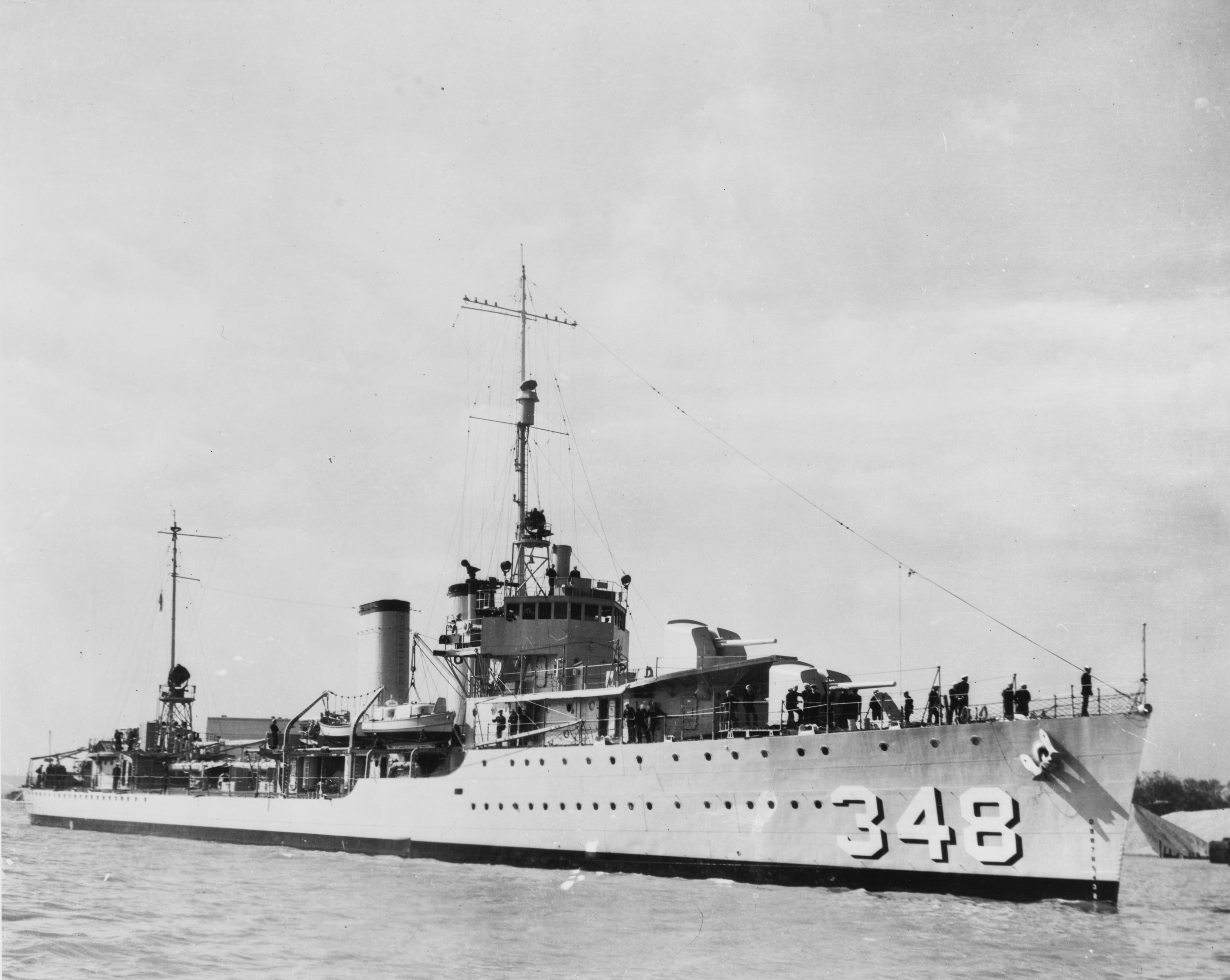
USS „Farragut” (DD-348)

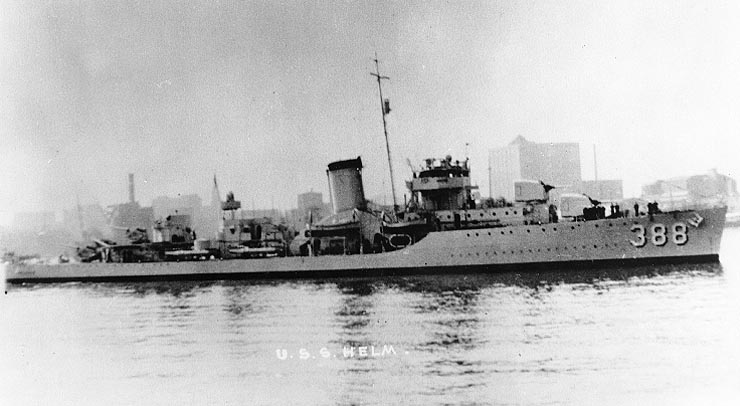
USS „Helm” (DD-388)

- (DD-1) „Bainbridge”
- (DD-2) „Barry”
- (DD-3) „Chauncey”
- (DD-4) „Dale”
- (DD-5) „Decatur”
- (DD-6) „Hopkins”
- (DD-7) „Hull”
- (DD-8) „Lawrence”
- (DD-9) „Macdonough”
- (DD-10) „Paul Jones”
- (DD-11) „Perry”
- (DD-12) „Preble”
- (DD-13) „Stewart”
- (DD-14) „Truxtun”
- (DD-15) „Whipple”
- (DD-16) „Worden”
- (DD-17) „Smith”
- (DD-18) „Lamson”

- (DD-19) „Preston”
- (DD-20) „Flusser”
- (DD-21) „Reid”
- (DD-22) „Paulding”
- (DD-23) „Drayton”
- (DD-24) „Roe”
- (DD-25) „Terry”
- (DD-26) „Perkins”
- (DD-27) „Sterett”
- (DD-28) „McCall”
- (DD-29) „Burrows”
- (DD-30) „Warrington”
- (DD-31) „Mayrant”
- (DD-32) „Monaghan”
- (DD-33) „Trippe”
- (DD-34) „Walke”
- (DD-35) „Ammen”
- (DD-36) „Patterson”
- (DD-37) „Fanning”
- (DD-38) „Jarvis”
- (DD-39) „Henley”
- (DD-40) „Beale”
- (DD-41) „Jouett”
- (DD-42) „Jenkins”
- (DD-43) „Cassin”
- (DD-44) „Cummings”
- (DD-45) „Downes”
- (DD-46) „Duncan”
- (DD-47) „Aylwin”
- (DD-48) „Parker”
- (DD-49) „Benham”
- (DD-50) „Balch”
- (DD-51) „O’Brien”
- (DD-52) „Nicholson”
- (DD-53) „Winslow”
- (DD-54) „McDougal”
- (DD-55) „Cushing”
- (DD-56) „Ericsson”
- (DD-57) „Tucker”
- (DD-58) „Conyngham”
- (DD-59) „Porter”
- (DD-60) „Wadsworth”
- (DD-61) „Jacob Jones”
- (DD-62) „Wainwright"
- (DD-63) „Sampson”
- (DD-64) „Rowan”
- (DD-65) „Davis”
- (DD-66) „Allen”
- (DD-67) „Wilkes”
- (DD-68) „Shaw”
- (DD-69) „Caldwell”
- (DD-70) „Craven”
- (DD-71) „Gwin”
- (DD-72) „Conner”
- (DD-73) „Stockton”
- (DD-74) „Manley”

- (DD-75) „Wickes”
- (DD-76) „Philip”
- (DD-77) „Woolsey”
- (DD-78) „Evans”
- (DD-79) „Little”
- (DD-80) „Kimberly”
- (DD-81) „Sigourney”
- (DD-82) „Gregory”
- (DD-83) „Stringham”
- (DD-84) „Dyer”
- (DD-85) „Colhoun”
- (DD-86) „Stevens”
- (DD-87) „McKee”
- (DD-88) „Robinson”
- (DD-89) „Ringgold"
- (DD-90) „McKean”
- (DD-91) „Harding”
- (DD-92) „Gridley”
- (DD-93) „Fairfax”
- (DD-94) „Taylor”
- (DD-95) „Bell”
- (DD-96) „Stribling”
- (DD-97) „Murray”
- (DD-98) „Israel”
- (DD-99) „Luce”
- (DD-100) „Maury”
- (DD-101) „Lansdale”
- (DD-102) „Mahan”
- (DD-103) „Schley”
- (DD-104) „Champlin”
- (DD-105) „Mugford”
- (DD-106) „Chew”
- (DD-107) „Hazelwood”
- (DD-108) „Williams”
- (DD-109) „Crane”
- (DD-110) „Hart”
- (DD-111) „Ingraham”
- (DD-112) „Ludlow”
- (DD-113) „Rathburne”
- (DD-114) „Talbot”
- (DD-115) „Waters”
- (DD-116) „Dent”
- (DD-117) „Dorsey”
- (DD-118) „Lea”
- (DD-119) „Lamberton”
- (DD-120) „Radford”
- (DD-121) „Montgomery”
- (DD-122) „Breese”
- (DD-123) „Gamble”
- (DD-124) „Ramsay”
- (DD-125) „Tattnall”
- (DD-126) „Badger”
- (DD-127) „Twiggs”
- (DD-128) „Babbitt”
- (DD-129) „DeLong”
- (DD-130) „Jacob Jones”

- (DD-131) „Buchanan”
- (DD-132) „Aaron Ward”
- (DD-133) „Hale”
- (DD-134) „Crowninshield”
- (DD-135) „Tillman”
- (DD-136) „Boggs”
- (DD-137) „Kilty”
- (DD-138) „Kennison”
- (DD-139) „Ward”
- (DD-140) „Claxton”
- (DD-141) „Hamilton”
- (DD-142) „Tarbell”
- (DD-143) „Yarnall”
- (DD-144) „Upshur”
- (DD-145) „Greer”(inne języki)

- (DD-146) „Elliot”
- (DD-147) „Roper”
- (DD-148) „Breckinridge”
- (DD-149) „Barney”
- (DD-150) „Blakeley”
- (DD-151) „Biddle”
- (DD-152) „Du Pont”
- (DD-153) „Bernadou”
- (DD-154) „Ellis”
- (DD-155) „Cole”
- (DD-156) „J. Fred Talbott”
- (DD-157) „Dickerson”
- (DD-158) „Leary”
- (DD-159) „Schenck”
- (DD-160) „Herbert”
- (DD-161) „Palmer”
- (DD-162) „Thatcher”
- (DD-163) „Walker”
- (DD-164) „Crosby”
- (DD-165) „Meredith”
- (DD-166) „Bush”

- (DD-167) „Cowell”
- (DD-168) „Maddox”
- (DD-169) „Foote”
- (DD-170) „Kalk”
- (DD-171) „Burns”
- (DD-172) „Anthony”
- (DD-173) „Sproston”
- (DD-174) „Rizal”
- (DD-175) „MacKenzie”
- (DD-176) „Renshaw”
- (DD-177) „O’Bannon”
- (DD-178) „Hogan”
- (DD-179) „Howard”
- (DD-180) „Stansbury”
- (DD-181) „Hopewell”
- (DD-182) „Thomas”
- (DD-183) „Haraden”
- (DD-184) „Abbot”
- (DD-185) „Bagley”
- (DD-186) „Clemson”
- (DD-187) „Dahlgren”
- (DD-188) „Goldsborough”
- (DD-189) „Semmes”
- (DD-190) „Satterlee”
- (DD-191) „Mason”
- (DD-192) „Graham”
- (DD-193) „Abel P. Upshur”
- (DD-194) „Hunt”
- (DD-195) „Welborn C. Wood”
- (DD-196) „George E. Badger”(inne języki)

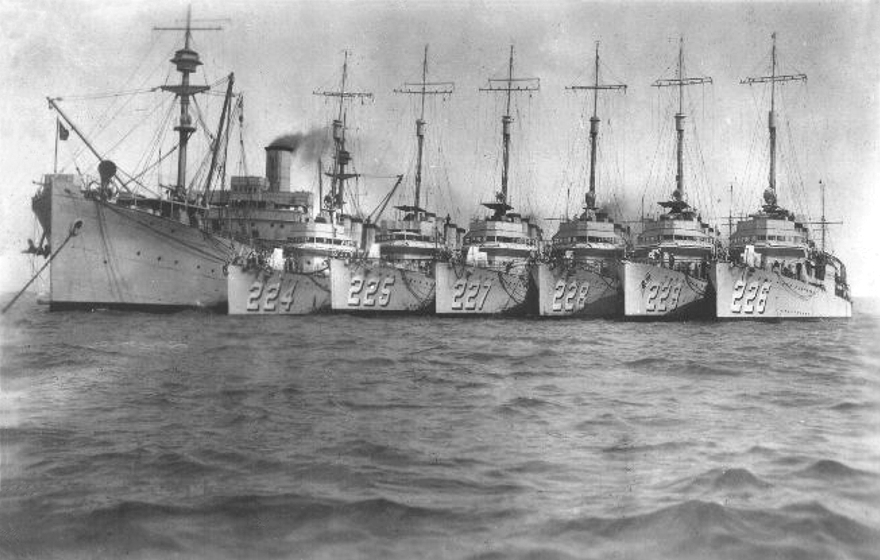
DD-224 do DD-229

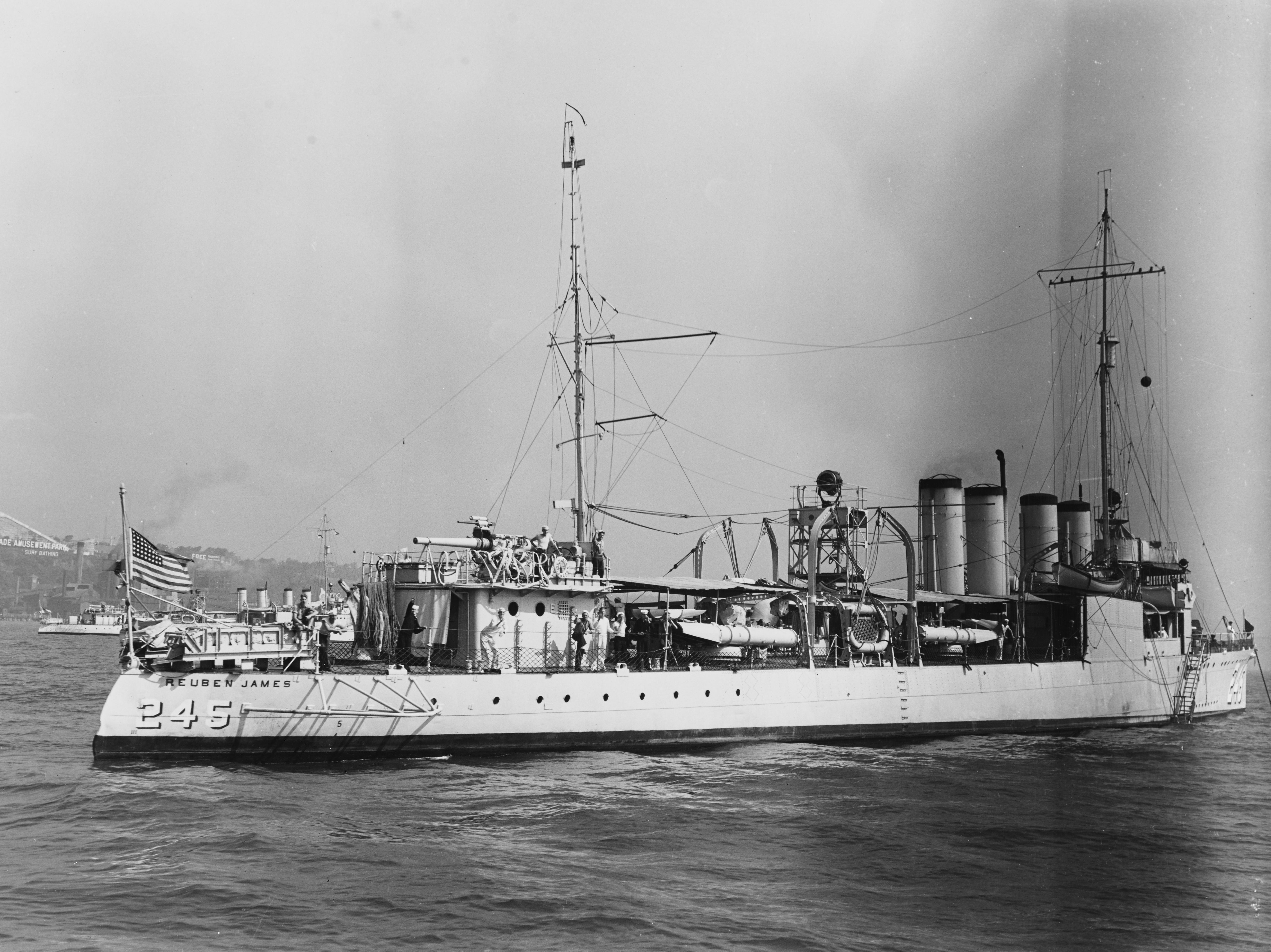
USS „Reuben James” (DD-245)

- (DD-197) „Branch”
- (DD-198) „Herndon”
- (DD-199) „Dallas”
- DD-200 do DD-205 anulowano
- (DD-206) „Chandler”
- (DD-207) „Southard”
- (DD-208) „Hovey”
- (DD-209) „Long”
- (DD-210) „Broome”
- (DD-211) „Alden”
- (DD-212) „Smith Thompson”
- (DD-213) „Barker”
- (DD-214) „Tracy”
- (DD-215) „Borie”
- (DD-216) „John D. Edwards”
- (DD-217) „Whipple”
- (DD-218) „Parrott”
- (DD-219) „Edsall”
- (DD-220) „MacLeish”
- (DD-221) „Simpson”
- (DD-222) „Bulmer”
- (DD-223) „McCormick”

- (DD-224) „Stewart”
- (DD-225) „Pope”
- (DD-226) „Peary”
- (DD-227) „Pillsbury”(inne języki)
- (DD-228) „Ford”
- (DD-229) „Truxtun”
- (DD-230) „Paul Jones”
- (DD-231) „Hatfield”
- (DD-232) „Brooks”
- (DD-233) „Gilmer”
- (DD-234) „Fox”
- (DD-235) „Kane”
- (DD-236) „Humphreys”
- (DD-237) „McFarland”
- (DD-238) „James K. Paulding”
- (DD-239) „Overton”
- (DD-240) „Sturtevant”
- (DD-241) „Childs”
- (DD-242) „King”
- (DD-243) „Sands”
- (DD-244) „Williamson”

- (DD-245) „Reuben James”
- (DD-246) „Bainbridge”
- (DD-247) „Goff”
- (DD-248) „Barry”
- (DD-249) „Hopkins”
- (DD-250) „Lawrence”
- (DD-251) „Belknap”
- (DD-252) „McCook”(inne języki)
- (DD-253) „McCalla”(inne języki)
- (DD-254) „Rodgers”
- (DD-255) „Osmond Ingram”
- (DD-256) „Bancroft”(inne języki)
- (DD-257) „Welles”
- (DD-258) „Aulick”
- (DD-259) „Turner”
- (DD-260) „Gillis”
- (DD-261) „Delphy”
- (DD-262) „McDermut”
- (DD-263) „Laub”(inne języki)
- (DD-264) „McLanahan”
- (DD-265) „Edwards”
- (DD-266) „Greene”
- (DD-267) „Ballard”
- (DD-268) „Shubrick”
- (DD-269) „Bailey”
- (DD-270) „Thornton”
- (DD-271) „Morris”
- (DD-272) „Tingey”
- (DD-273) „Swasey”
- (DD-274) „Meade”
- (DD-275) „Sinclair”
- (DD-276) „McCawley”
- (DD-277) „Moody”
- (DD-278) „Henshaw”
- (DD-279) „Meyer”
- (DD-280) „Doyen”
- (DD-281) „Sharkey”
- (DD-282) „Toucey”
- (DD-283) „Breck”
- (DD-284) „Isherwood”
- (DD-285) „Case”
- (DD-286) „Lardner”
- (DD-287) „Putnam”
- (DD-288) „Worden”
- (DD-289) „Flusser”
- (DD-290) „Dale”
- (DD-291) „Converse”
- (DD-292) „Reid”
- (DD-293) „Billingsley”
- (DD-294) „Charles Ausburn”
- (DD-295) „Osborne”
- (DD-296) „Chauncey”
- (DD-297) „Fuller”
- (DD-298) „Percival”
- (DD-299) „John Francis Burnes”

- (DD-300) „Farragut”
- (DD-301) „Somers”
- (DD-302) „Stoddert”
- (DD-303) „Reno”
- (DD-304) „Farquhar”
- (DD-305) „Thompson”
- (DD-306) „Kennedy”
- (DD-307) „Paul Hamilton”
- (DD-308) „William Jones”
- (DD-309) „Woodbury”
- (DD-310) „S. P. Lee”
- (DD-311) „Nicholas”
- (DD-312) „Young”
- (DD-313) „Zeilin”
- (DD-314) „Yarborough”
- (DD-315) „La Vallette”
- (DD-316) „Sloat”
- (DD-317) „Wood”
- (DD-318) „Shirk”
- (DD-319) „Kidder”
- (DD-320) „Selfridge”
- (DD-321) „Marcus”
- (DD-322) „Mervine”
- (DD-323) „Chase”
- (DD-324) „Robert Smith”
- (DD-325) „Mullany”
- (DD-326) „Coghlan”
- (DD-327) „Preston”
- (DD-328) „Lamson”
- (DD-329) „Bruce”
- (DD-330) „Hull”
- (DD-331) „Macdonough”
- (DD-332) „Farenholt”
- (DD-333) „Sumner”
- (DD-334) „Corry”
- (DD-335) „Melvin”
- (DD-336) „Litchfield”
- (DD-337) „Zane”
- (DD-338) „Wasmuth”
- (DD-339) „Trever”
- (DD-340) „Perry”
- (DD-341) „Decatur”
- (DD-342) „Hulbert”
- (DD-343) „Noa”
- (DD-344) „William B. Preston”
- (DD-345) „Preble”
- (DD-346) „Sicard”
- (DD-347) „Pruitt”

- (DD-348) „Farragut”
- (DD-349) „Dewey”
- (DD-350) „Hull”
- (DD-351) „Macdonough”
- (DD-352) „Worden”
- (DD-353) „Dale”
- (DD-354) „Monaghan”
- (DD-355) „Aylwin”
- (DD-356) „Porter”
- (DD-357) „Selfridge”

- (DD-358) „McDougal”
- (DD-359) „Winslow”
- (DD-360) „Phelps”
- (DD-361) „Clark”
- (DD-362) „Moffett”
- (DD-363) „Balch”

- (DD-364) „Mahan”
- (DD-365) „Cummings”
- (DD-366) „Drayton”
- (DD-367) „Lamson”
- (DD-368) „Flusser”
- (DD-369) „Reid”
- (DD-370) „Case”
- (DD-371) „Conyngham”
- (DD-372) „Cassin”
- (DD-373) „Shaw”
- (DD-374) „Tucker”
- (DD-375) „Downes”
- (DD-376) „Cushing”
- (DD-377) „Perkins”
- (DD-378) „Smith”
- (DD-379) „Preston”
- (DD-380) „Gridley”
- (DD-381) „Somers”
- (DD-382) „Craven”
- (DD-383) „Warrington”
- (DD-384) „Dunlap”
- (DD-385) „Fanning”
- (DD-386) „Bagley”
- (DD-387) „Blue”

- (DD-388) „Helm”
- (DD-389) „Mugford”
- (DD-390) „Ralph Talbot”
- (DD-391) „Henley”
- (DD-392) „Patterson”
- (DD-393) „Jarvis”
- (DD-394) „Sampson”
- (DD-395) „Davis”
- (DD-396) „Jouett”

- (DD-397) „Benham”
- (DD-398) „Ellet”
- (DD-399) „Lang”
- (DD-400) „McCall”
- (DD-401) „Maury”
- (DD-402) „Mayrant”
- (DD-403) „Trippe”
- (DD-404) „Rhind”
- (DD-405) „Rowan”
- (DD-406) „Stack”
- (DD-407) „Sterett”
- (DD-408) „Wilson”

- (DD-409) „Sims”
- (DD-410) „Hughes”
- (DD-411) „Anderson”
- (DD-412) „Hammann”
- (DD-413) „Mustin”
- (DD-414) „Russell”
- (DD-415) „O’Brien”
- (DD-416) „Walke”
- (DD-417) „Morris”
- (DD-418) „Roe”
- (DD-419) „Wainwright"
- (DD-420) „Buck”
- (DD-421) „Benson”
- (DD-422) „Mayo”
- (DD-423) „Gleaves”
- (DD-424) „Niblack”
- (DD-425) „Madison”
- (DD-426) „Lansdale”
- (DD-427) „Hilary P. Jones”
- (DD-428) „Charles F. Hughes”
- (DD-429) „Livermore”
- (DD-430) „Eberle”
- (DD-431) „Plunkett”
- (DD-432) „Kearny”(inne języki)
- (DD-433) „Gwin”
- (DD-434) „Meredith”
- (DD-435) „Grayson”
- (DD-436) „Monssen”(inne języki)
- (DD-437) „Woolsey”
- (DD-438) „Ludlow”
- (DD-439) „Edison”
- (DD-440) „Ericsson”
- (DD-441) „Wilkes”
- (DD-442) „Nicholson”
- (DD-443) „Swanson”
- (DD-444) „Ingraham”

### DD-445 do DD-997

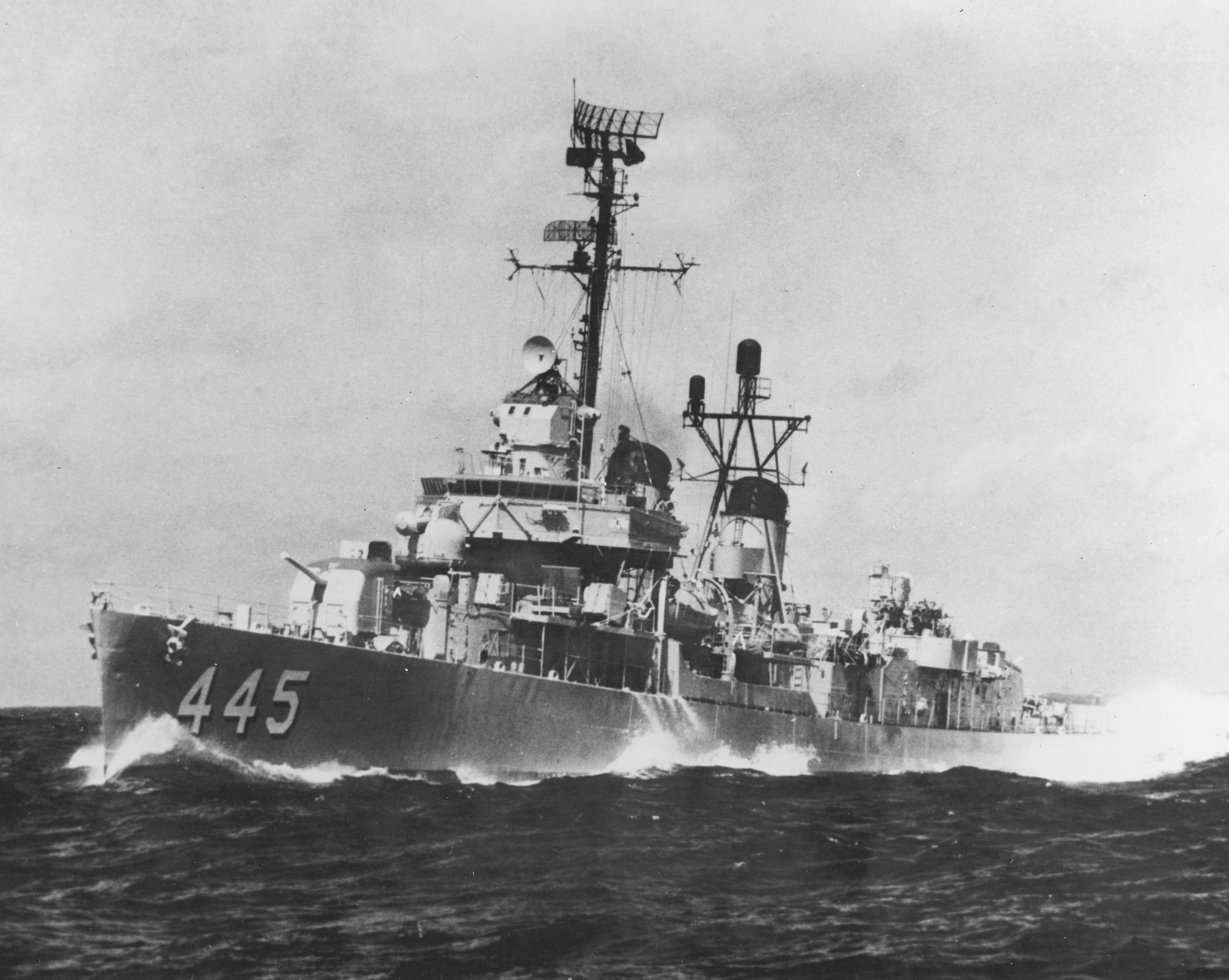
USS „Fletcher” (DD-445)

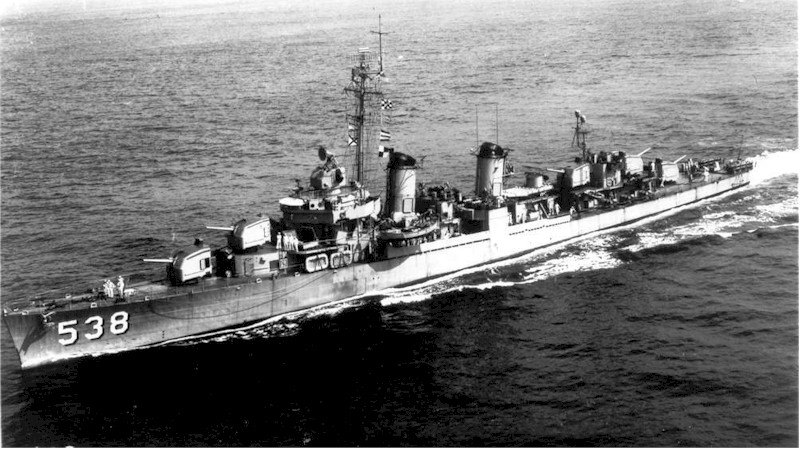
USS „Stephen Potter” (DD-538)

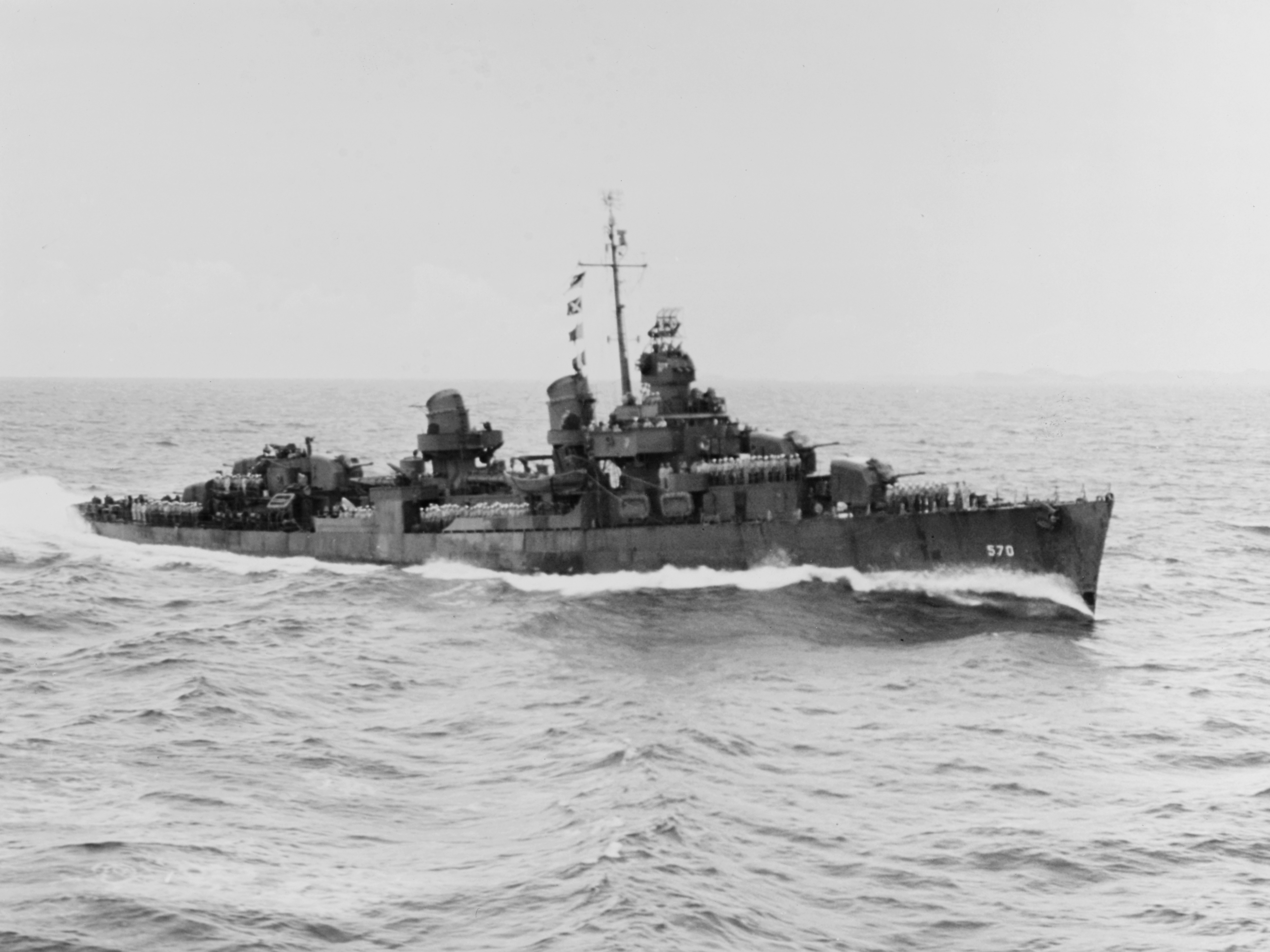
USS „Charles Ausburne” (DD-570)

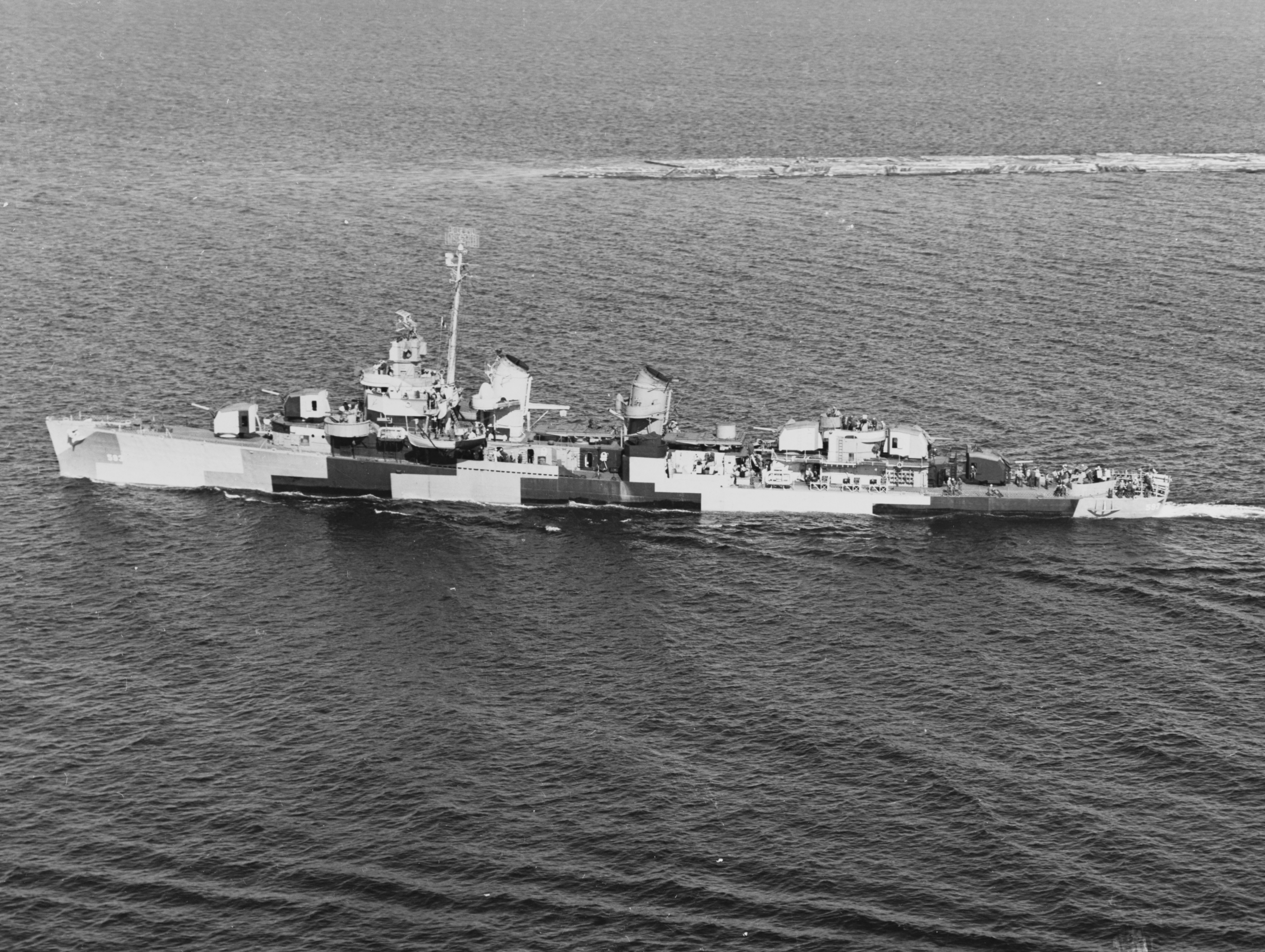
USS „Killen” (DD-593)

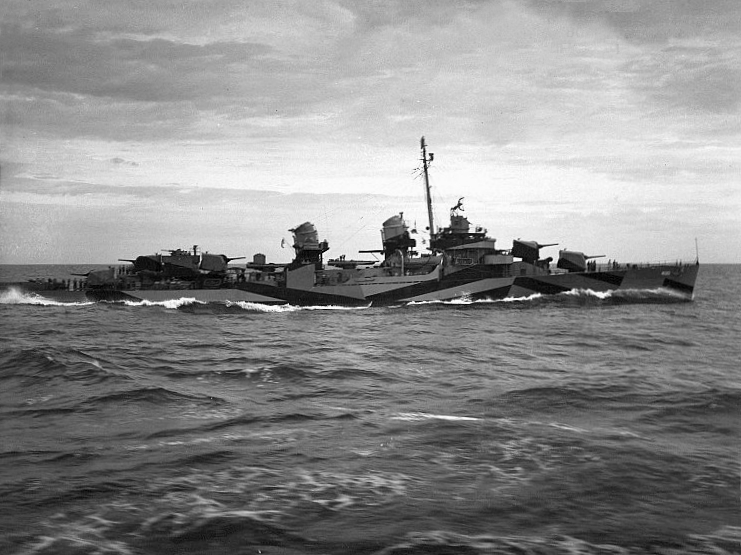
USS „Braine” (DD-630)

- (DD-445) „Fletcher”
- (DD-446) „Radford”
- (DD-447) „Jenkins”
- (DD-448) „La Vallette”
- (DD-449) „Nicholas”
- (DD-450) „O’Bannon”
- (DD-451) „Chevalier”
- DD-452 „Percival” anulowany
- (DD-453) „Bristol”
- (DD-454) „Ellyson”
- (DD-455) „Hambleton”
- (DD-456) „Rodman”
- (DD-457) „Emmons”
- (DD-458) „Macomb”
- (DD-459) „Laffey”
- (DD-460) „Woodworth”(inne języki)
- (DD-461) „Forrest”
- (DD-462) „Fitch”
- (DD-463) „Corry”
- (DD-464) „Hobson”(inne języki)
- (DD-465) „Saufley”
- (DD-466) „Waller”
- (DD-467) „Strong”
- (DD-468) „Taylor”(inne języki)
- (DD-469) „De Haven”
- (DD-470) „Bache”
- (DD-471) „Beale”
- (DD-472) „Guest”(inne języki)
- (DD-473) „Bennett”
- (DD-474) „Fullam”
- (DD-475) „Hudson”
- (DD-476) „Hutchins”
- (DD-477) „Pringle”
- (DD-478) „Stanly”
- (DD-479) „Stevens”
- (DD-480) „Halford”
- (DD-481) „Leutze”
- DD-482 „Watson” anulowany
- (DD-483) „Aaron Ward”
- (DD-484) „Buchanan”
- (DD-485) „Duncan”
- (DD-486) „Lansdowne”
- (DD-487) „Lardner”
- (DD-488) „McCalla”
- (DD-489) „Mervine”
- (DD-490) „Quick”
- (DD-491) „Farenholt”
- (DD-492) „Bailey”
- (DD-493) „Carmick”
- (DD-494) „Doyle”
- (DD-495) „Endicott”
- (DD-496) „McCook”
- (DD-497) „Frankford”
- (DD-498) „Philip”
- (DD-499) „Renshaw”
- (DD-500) „Ringgold"
- (DD-501) „Schroeder”
- (DD-502) „Sigsbee”
- DD-503 „Stevenson” anulowany
- DD-504 „Stockton” anulowany
- DD-505 „Thorn” anulowany
- DD-506 „Turner” anulowany
- (DD-507) „Conway”
- (DD-508) „Cony”
- (DD-509) „Converse”
- (DD-510) „Eaton”
- (DD-511) „Foote”
- (DD-512) „Spence”
- (DD-513) „Terry”
- (DD-514) „Thatcher”
- (DD-515) „Anthony”
- (DD-516) „Wadsworth”
- (DD-517) „Walker”(inne języki)
- (DD-518) „Brownson”
- (DD-519) „Daly”
- (DD-520) „Isherwood”
- (DD-521) „Kimberly”
- (DD-522) „Luce”
- DD-523 do DD-525 anulowano
- (DD-526) „Abner Read”
- (DD-527) „Ammen”
- (DD-528) „Mullany”
- (DD-529) „Bush”
- (DD-530) „Trathen”
- (DD-531) „Hazelwood”
- (DD-532) „Heermann”
- (DD-533) „Hoel”
- (DD-534) „McCord”
- (DD-535) „Miller”
- (DD-536) „Owen”
- (DD-537) „The Sullivans”

- (DD-538) „Stephen Potter”
- (DD-539) „Tingey”
- (DD-540) „Twining”
- (DD-541) „Yarnall”
- DD-542 do DD-543 anulowano
- (DD-544) „Boyd”
- (DD-545) „Bradford”
- (DD-546) „Brown”
- (DD-547) „Cowell”
- DD-548 do DD-549 anulowano
- (DD-550) „Capps”
- (DD-551) „David W. Taylor”
- (DD-552) „Evans”
- (DD-553) „John D. Henley”
- (DD-554) „Franks”
- (DD-555) „Haggard”
- (DD-556) „Hailey”
- (DD-557) „Johnston”
- (DD-558) „Laws”
- (DD-559) „Longshaw”
- (DD-560) „Morrison”
- (DD-561) „Prichett”
- (DD-562) „Robinson”
- (DD-563) „Ross”
- (DD-564) „Rowe”
- (DD-565) „Smalley”
- (DD-566) „Stoddard”
- (DD-567) „Watts”

- (DD-568) „Wren”
- (DD-569) „Aulick”
- (DD-570) „Charles Ausburne”
- (DD-571) „Claxton”
- (DD-572) „Dyson”
- (DD-573) „Harrison”
- (DD-574) „John Rodgers”
- (DD-575) „McKee”
- (DD-576) „Murray”
- (DD-577) „Sproston”
- (DD-578) „Wickes”
- (DD-579) „William D. Porter”
- (DD-580) „Young”
- (DD-581) „Charrette”
- (DD-582) „Conner”
- (DD-583) „Hall”
- (DD-584) „Halligan”
- (DD-585) „Haraden”
- (DD-586) „Newcomb”
- (DD-587) „Bell”
- (DD-588) „Burns”
- (DD-589) „Izard”
- (DD-590) „Paul Hamilton”
- (DD-591) „Twiggs”
- (DD-592) „Howorth”

- (DD-593) „Killen”
- (DD-594) „Hart”
- (DD-595) „Metcalf”
- (DD-596) „Shields”
- (DD-597) „Wiley”
- (DD-598) „Bancroft”
- (DD-599) „Barton”
- (DD-600) „Boyle”
- (DD-601) „Champlin”
- (DD-602) „Meade”
- (DD-603) „Murphy”
- (DD-604) „Parker”
- (DD-605) „Caldwell”
- (DD-606) „Coghlan”
- (DD-607) „Frazier”
- (DD-608) „Gansevoort”
- (DD-609) „Gillespie”
- (DD-610) „Hobby”
- (DD-611) „Kalk”
- (DD-612) „Kendrick”
- (DD-613) „Laub”
- (DD-614) „MacKenzie”
- (DD-615) „McLanahan”
- (DD-616) „Nields”
- (DD-617) „Ordronaux”
- (DD-618) „Davison”
- (DD-619) „Edwards”
- (DD-620) „Glennon”
- (DD-621) „Jeffers”
- (DD-622) „Maddox”
- (DD-623) „Nelson”
- (DD-624) „Baldwin”
- (DD-625) „Harding”
- (DD-626) „Satterlee”
- (DD-627) „Thompson”

- (DD-628) „Welles”
- (DD-629) „Abbot”
- (DD-630) „Braine”
- (DD-631) „Erben”
- (DD-632) „Cowie”
- (DD-633) „Knight”
- (DD-634) „Doran”
- (DD-635) „Earle”
- (DD-636) „Butler”
- (DD-637) „Gherardi”
- (DD-638) „Herndon”
- (DD-639) „Shubrick”
- (DD-640) „Beatty”
- (DD-641) „Tillman”
- (DD-642) „Hale”
- (DD-643) „Sigourney”
- (DD-644) „Stembel”
- (DD-645) „Stevenson”
- (DD-646) „Stockton”
- (DD-647) „Thorn”
- (DD-648) „Turner”
- (DD-649) „Albert W. Grant”
- (DD-650) „Caperton”
- (DD-651) „Cogswell”
- (DD-652) „Ingersoll”
- (DD-653) „Knapp”
- (DD-654) „Bearss”
- (DD-655) „John Hood”
- (DD-656) „Van Valkenburgh”
- (DD-657) „Charles J. Badger”
- (DD-658) „Colahan”
- (DD-659) „Dashiell”
- (DD-660) „Bullard”
- (DD-661) „Kidd”
- (DD-662) „Bennion”
- (DD-663) „Heywood L. Edwards”
- (DD-664) „Richard P. Leary”
- (DD-665) „Bryant”
- (DD-666) „Black”
- (DD-667) „Chauncey”
- (DD-668) „Clarence K. Bronson”
- (DD-669) „Cotten”
- (DD-670) „Dortch”
- (DD-671) „Gatling”
- (DD-672) „Healy”
- (DD-673) „Hickox”
- (DD-674) „Hunt”
- (DD-675) „Lewis Hancock”(inne języki)
- (DD-676) „Marshall”
- (DD-677) „McDermut”
- (DD-678) „McGowan”
- (DD-679) „McNair”
- (DD-680) „Melvin”
- (DD-681) „Hopewell”
- (DD-682) „Porterfield”
- (DD-683) „Stockham”

- (DD-684) „Wedderburn”
- (DD-685) „Picking”
- (DD-686) „Halsey Powell”
- (DD-687) „Uhlmann”
- (DD-688) „Remey”
- (DD-689) „Wadleigh”
- (DD-690) „Norman Scott”
- (DD-691) „Mertz”

- (DD-692) „Allen M. Sumner”
- (DD-693) „Moale”
- (DD-694) „Ingraham”
- (DD-695) „Cooper”
- (DD-696) „English”
- (DD-697) „Charles S. Sperry”

- (DD-698) „Ault”
- (DD-699) „Waldron”
- (DD-700) „Haynsworth”
- (DD-701) „John W. Weeks”
- (DD-702) „Hank”
- (DD-703) „Wallace L. Lind”
- (DD-704) „Borie”
- (DD-705) „Compton”
- (DD-706) „Gainard”
- (DD-707) „Soley”
- (DD-708) „Harlan R. Dickson”
- (DD-709) „Hugh Purvis”

- (DD-710) „Gearing”
- (DD-711) „Eugene A. Greene”
- (DD-712) „Gyatt”
- (DD-713) „Kenneth D. Bailey”
- (DD-714) „William R. Rush”
- (DD-715) „William M. Wood”
- (DD-716) „Wiltsie”
- (DD-717) „Theodore E. Chandler”
- (DD-718) „Hamner”
- (DD-719) „Epperson”
- DD-720 „Castle” anulowany

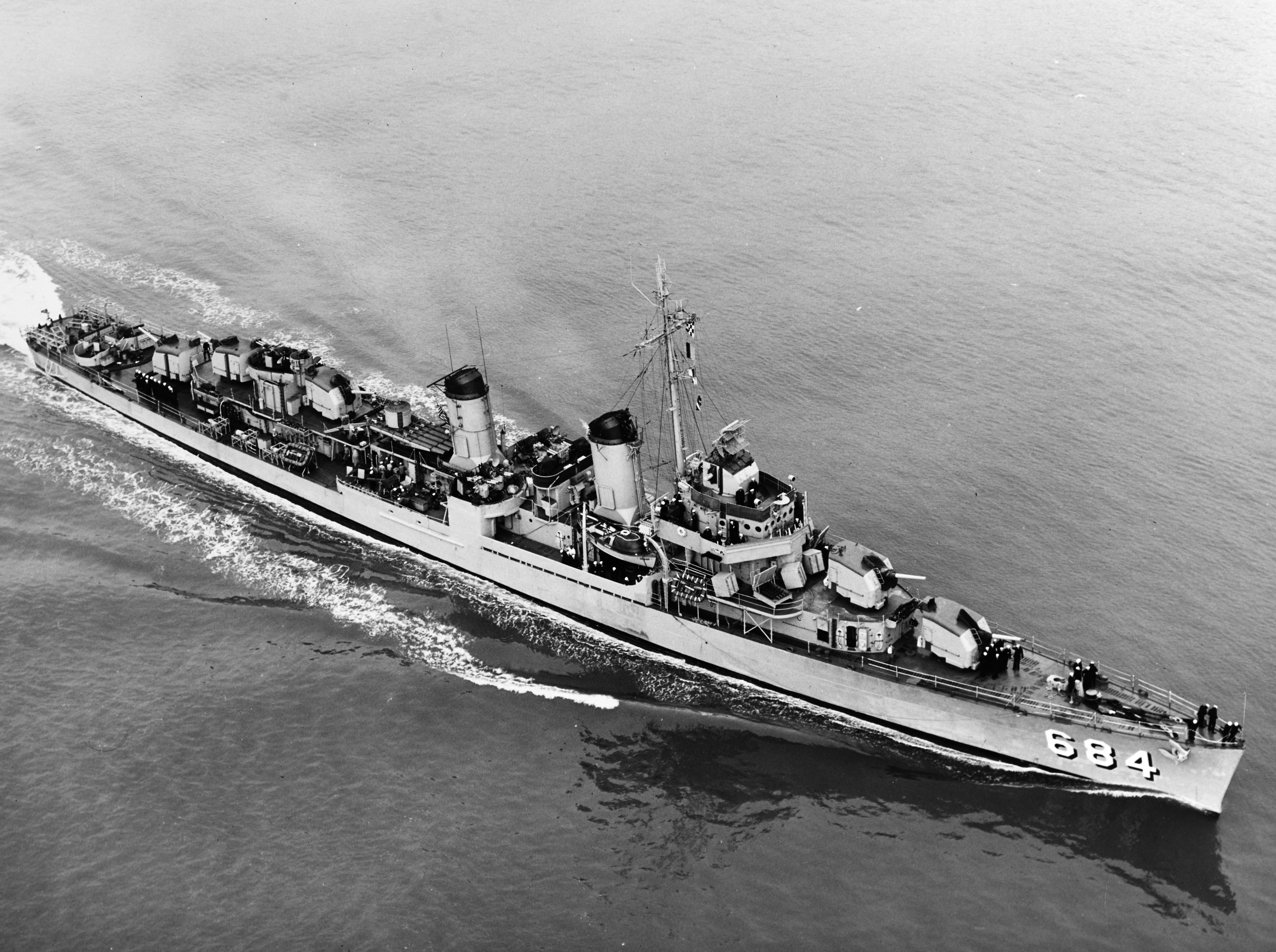
USS „Wedderburn” (DD-684)

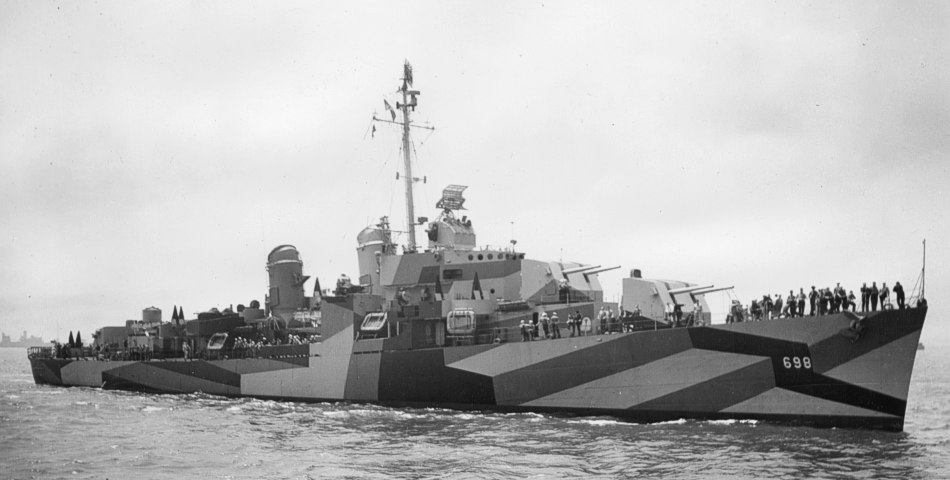
USS „Ault” (DD-698)

- DD-721 „Woodrow R. Thompson” anulowany
- (DD-722) „Barton”
- (DD-723) „Walke”
- (DD-724) „Laffey”
- (DD-725) „O’Brien”
- (DD-726) „Meredith”
- (DD-727) „De Haven”
- (DD-728) „Mansfield”
- (DD-729) „Lyman K. Swenson”
- (DD-730) „Collett”
- (DD-731) „Maddox”
- (DD-732) „Hyman”
- (DD-733) „Mannert L. Abele”
- (DD-734) „Purdy”
- (DD-735) „Robert H. Smith”
- (DD-736) „Thomas E. Fraser”
- (DD-737) „Shannon”
- (DD-738) „Harry F. Bauer”
- (DD-739) „Adams”
- (DD-740) „Tolman”
- (DD-741) „Drexler”
- (DD-742) „Frank Knox”
- (DD-743) „Southerland”
- (DD-744) „Blue”
- (DD-745) „Brush”
- (DD-746) „Taussig”
- (DD-747) „Samuel N. Moore”
- (DD-748) „Harry E. Hubbard”
- (DD-749) „Henry A. Wiley”
- (DD-750) „Shea”
- (DD-751) „J. William Ditter”
- (DD-752) „Alfred A. Cunningham”
- (DD-753) „John R. Pierce”
- (DD-754) „Frank E. Evans”
- (DD-755) „John A. Bole”
- (DD-756) „Beatty”
- (DD-757) „Putnam”
- (DD-758) „Strong”
- (DD-759) „Lofberg”
- (DD-760) „John W. Thomason”
- (DD-761) „Buck”
- (DD-762) „Henley”
- (DD-763) „William C. Lawe”
- (DD-764) „Lloyd Thomas”
- (DD-765) „Keppler”
- (DD-766) „Lansdale”
- (DD-767) „Seymour D. Owens”
- DD-768 „Hoel” anulowany
- DD-769 „Abner Read” anulowany
- (DD-770) „Lowry”
- (DD-771) „Lindsey”
- (DD-772) „Gwin”

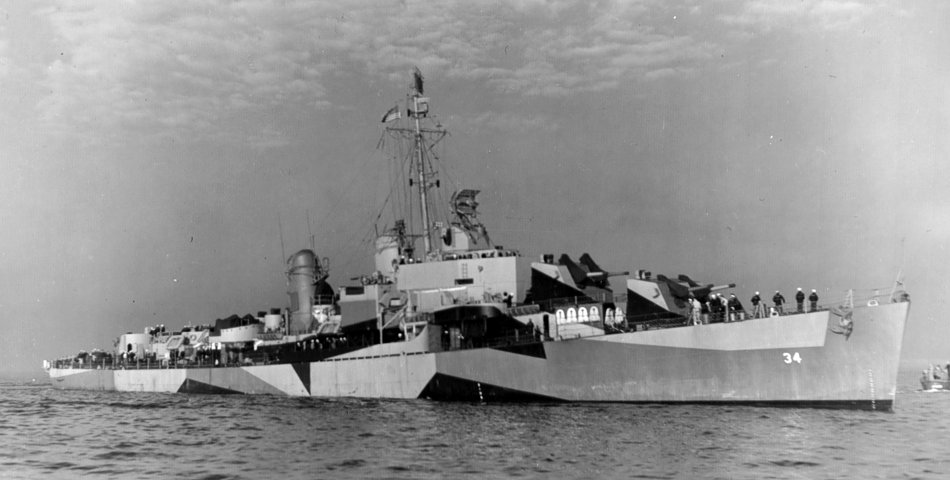
USS „Aaron Ward” (DM-34)

- (DD-773) „Aaron Ward” (also DM-34)
- (DD-774) „Hugh W. Hadley”
- (DD-775) „Willard Keith”
- (DD-776) „James C. Owens”
- (DD-777) „Zellars”
- (DD-778) „Massey”
- (DD-779) „Douglas H. Fox”
- (DD-780) „Stormes”
- (DD-781) „Robert K. Huntington”
- (DD-782) „Rowan”
- (DD-783) „Gurke”
- (DD-784) „McKean”
- (DD-785) „Henderson”
- (DD-786) „Richard B. Anderson”
- (DD-787) „James E. Kyes”
- (DD-788) „Hollister”
- (DD-789) „Eversole”
- (DD-790) „Shelton”
- (DD-791) „Seaman”
- (DD-792) „Callaghan”
- (DD-793) „Cassin Young”
- (DD-794) „Irwin”(inne języki)
- (DD-795) „Preston”
- (DD-796) „Benham”
- (DD-797) „Cushing”(inne języki)
- (DD-798) „Monssen”
- (DD-799) „Jarvis”
- (DD-800) „Porter”
- (DD-801) „Colhoun”
- (DD-802) „Gregory”
- (DD-803) „Little”
- (DD-804) „Rooks”
- (DD-805) „Chevalier”
- (DD-806) „Higbee”
- (DD-807) „Benner”
- (DD-808) „Dennis J. Buckley”
- DD-809 do DD-816 anulowano
- (DD-817) „Corry”
- (DD-818) „New”
- (DD-819) „Holder”
- (DD-820) „Rich”
- (DD-821) „Johnston”
- (DD-822) „Robert H. McCard”
- (DD-823) „Samuel B. Roberts”
- (DD-824) „Basilone”
- (DD-825) „Carpenter”
- (DD-826) „Agerholm”
- (DD-827) „Robert A. Owens”
- (DD-828) „Timmerman”
- (DD-829) „Myles C. Fox”
- (DD-830) „Everett F. Larson”
- (DD-831) „Goodrich”
- (DD-832) „Hanson”
- (DD-833) „Herbert J. Thomas”
- (DD-834) „Turner”
- (DD-835) „Charles P. Cecil”
- (DD-836) „George K. Mackenzie”
- (DD-837) „Sarsfield”
- (DD-838) „Ernest G. Small”
- (DD-839) „Power”
- (DD-840) „Glennon”
- (DD-841) „Noa”
- (DD-842) „Fiske”
- (DD-843) „Warrington”
- (DD-844) „Perry”
- (DD-845) „Bausell”
- (DD-846) „Ozbourn”
- (DD-847) „Robert L. Wilson”
- (DD-848) „Witek”
- (DD-849) „Richard E. Kraus”
- (DD-850) „Joseph P. Kennedy Jr.”
- (DD-851) „Rupertus”
- (DD-852) „Leonard F. Mason”
- (DD-853) „Charles H. Roan”
- DD-854 do DD-856 anulowano
- (DD-857) „Bristol”
- (DD-858) „Fred T. Berry”
- (DD-859) „Norris”
- (DD-860) „McCaffery”
- (DD-861) „Harwood”
- (DD-862) „Vogelgesang”
- (DD-863) „Steinaker”
- (DD-864) „Harold J. Ellison”
- (DD-865) „Charles R. Ware”
- (DD-866) „Cone”
- (DD-867) „Stribling”
- (DD-868) „Brownson”
- (DD-869) „Arnold J. Isbell”
- (DD-870) „Fechteler”
- (DD-871) „Damato”
- (DD-872) „Forrest Royal”

- (DD-873) „Hawkins”
- (DD-874) „Duncan”
- (DD-875) „Henry W. Tucker”
- (DD-876) „Rogers”
- (DD-877) „Perkins”
- (DD-878) „Vesole”
- (DD-879) „Leary”
- (DD-880) „Dyess”
- (DD-881) „Bordelon”
- (DD-882) „Furse”
- (DD-883) „Newman K. Perry”
- (DD-884) „Floyd B. Parks”
- (DD-885) „John R. Craig”
- (DD-886) „Orleck”
- (DD-887) „Brinkley Bass”
- (DD-888) „Stickell”
- (DD-889) „O’Hare”
- (DD-890) „Meredith”
- DD-891 do DD-926 anulowano
- (DD-927) „Mitscher”
- (DD-928) „John S. McCain”
- (DD-929) „Willis A. Lee”
- (DD-930) „Wilkinson”

- (DD-931) „Forrest Sherman”
- (DD-932) „John Paul Jones”
- (DD-933) „Barry”

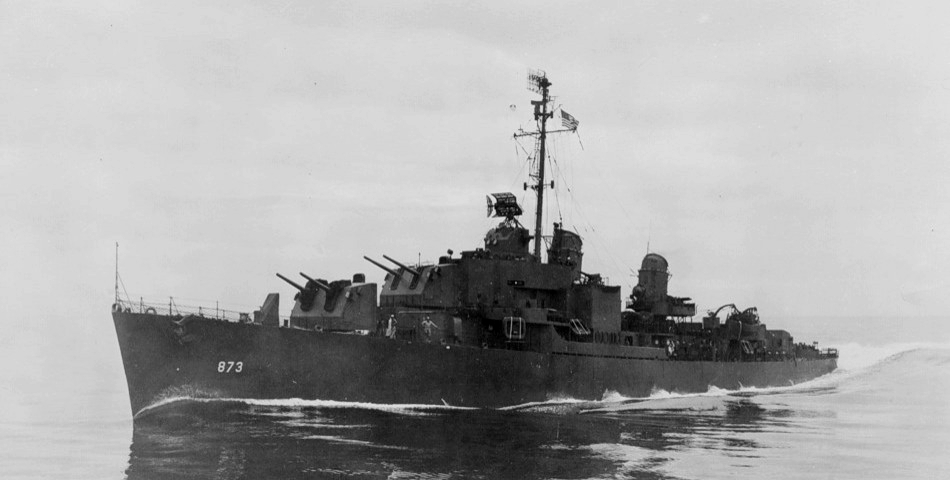
USS „Hawkins” (DD-873)

- DD-934 - zdobycz wojenna, japoński „Hanazuki”
- DD-935 - zdobycz wojenna, niemiecki „T-35” przekazany Francji
- (DD-936) „Decatur”
- (DD-937) „Davis”
- (DD-938) „Jonas Ingram”
- DD-939 zdobycz wojenna, niemiecki „Z-39” przekazany Francji
- (DD-940) „Manley” USS „Turner Joy” (DD-951)
- (DD-941) „Du Pont”
- (DD-942) „Bigelow”
- (DD-943) „Blandy”
- (DD-944) „Mullinnix”
- (DD-945) „Hull”
- (DD-946) „Edson”
- (DD-947) „Somers”
- (DD-948) „Morton”
- (DD-949) „Parsons”
- (DD-950) „Richard S. Edwards”
- (DD-951) „Turner Joy”

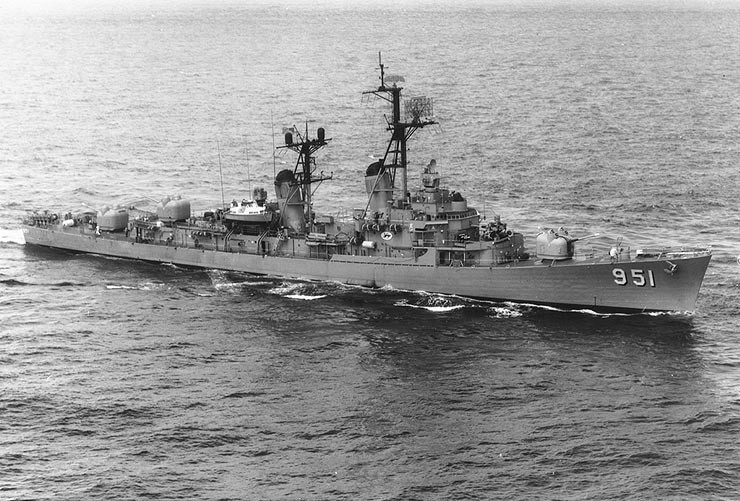
USS „Turner Joy” (DD-951)

- (DD-952) „Charles F. Adams” przeklasyfikowany na DDG-2
- (DD-953) „John King” przeklasyfikowany na DDG-3

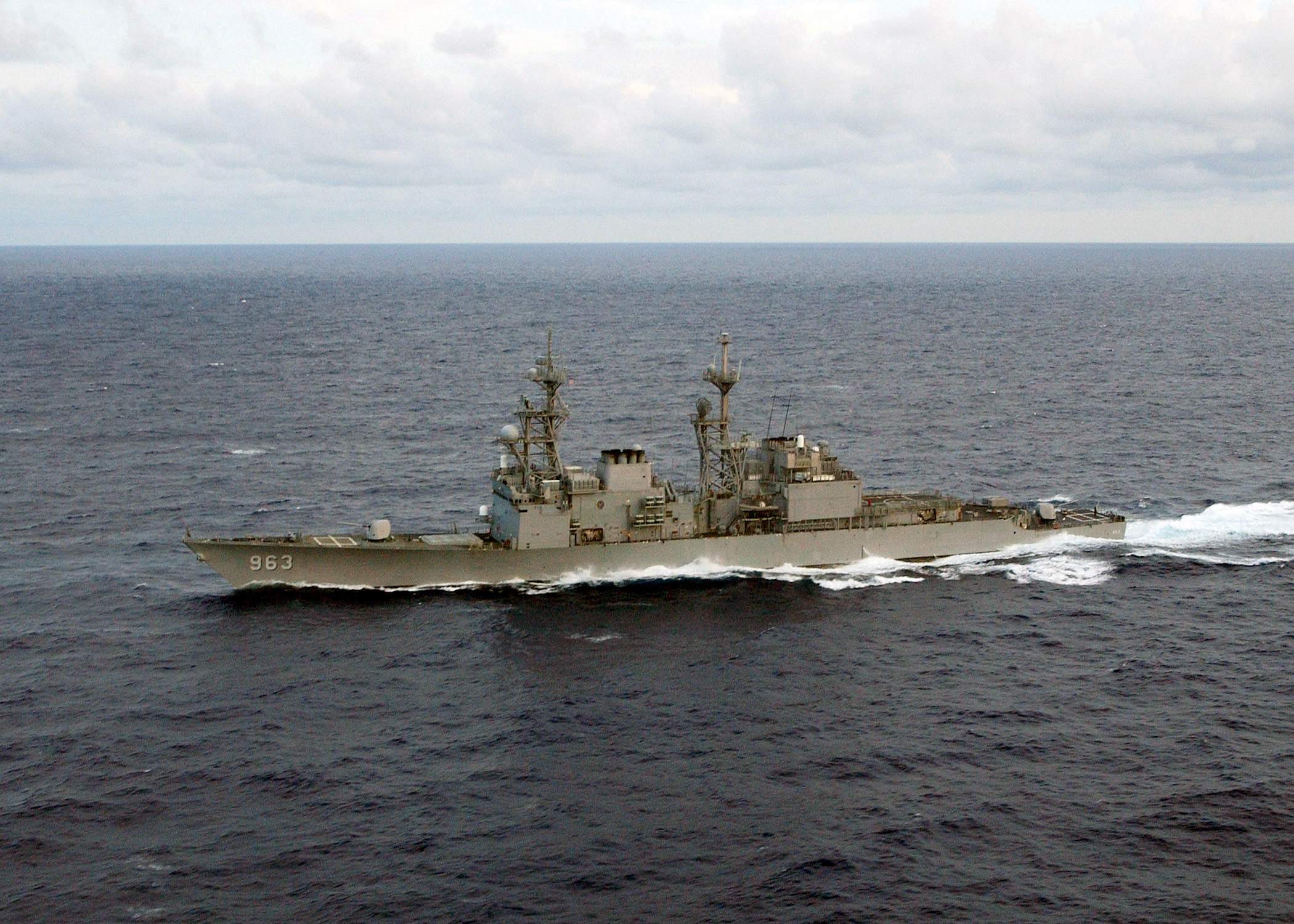
USS „Spruance” (DD-963)

- (DD-954) „Lawrence” przeklasyfikowany na DDG-4
- (DD-955) „Biddle” przeklasyfikowany na DDG-5
- (DD-956) „Barney” przeklasyfikowany na DDG-6
- (DD-957) „Henry B. Wilson” przeklasyfikowany na DDG-7
- (DD-958) „Lynde McCormick” przeklasyfikowany na DDG-8
- (DD-959) „Towers” przeklasyfikowany na DDG-9
- (DD-960) „Teruzuki (dla Japonii)”
- (DD-961) „Akizuki (dla Japonii)”
- (DD-962) „Shah Jehan (dla Pakistanu)”

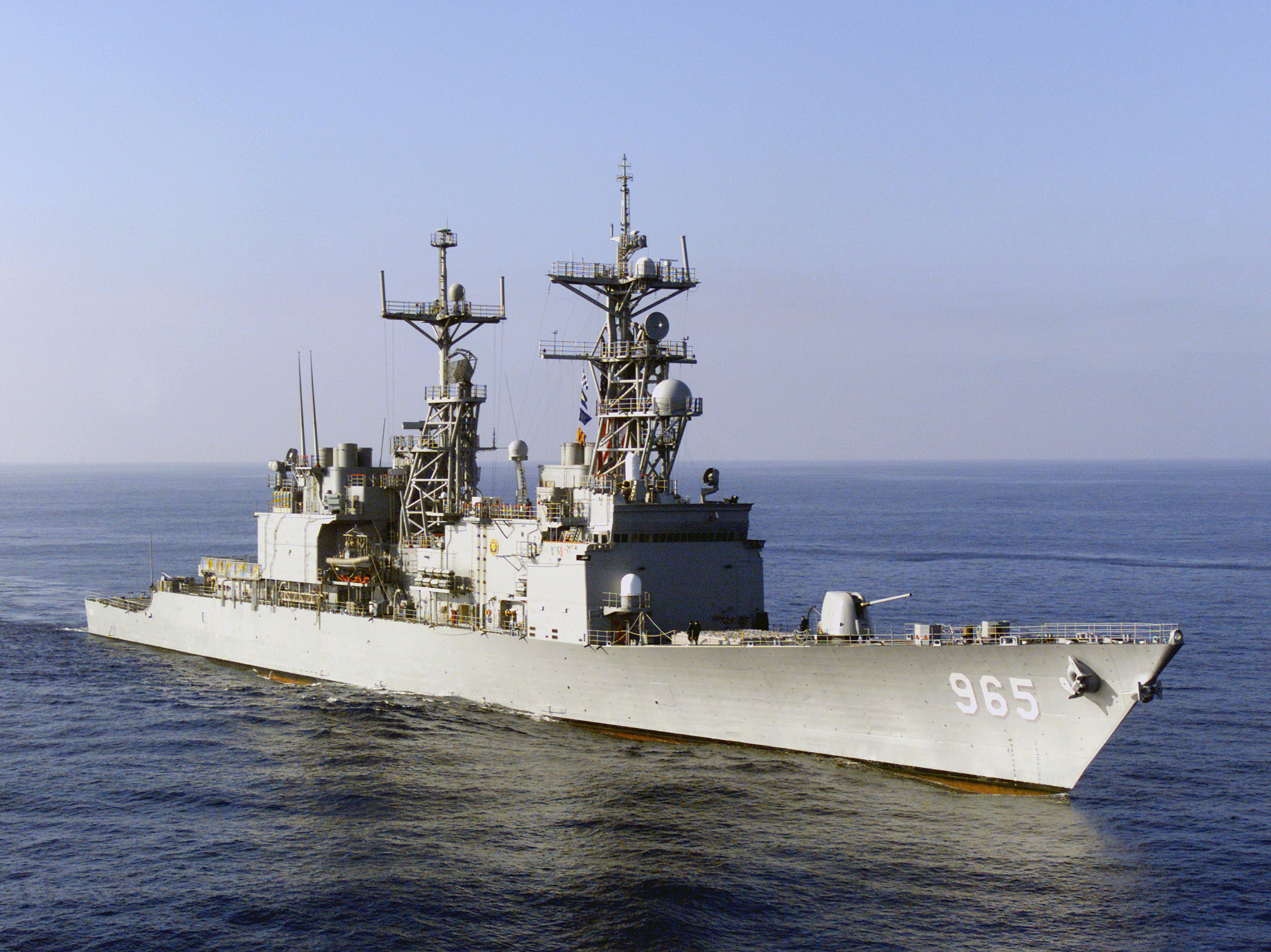
USS „Kinkaid” (DD-965)

- (DD-963) „Spruance”
- (DD-964) „Paul F. Foster”

- (DD-965) „Kinkaid”
- (DD-966) „Hewitt”
- (DD-967) „Elliot”
- (DD-968) „Arthur W. Radford”
- (DD-969) „Peterson”
- (DD-970) „Caron”(inne języki)
- (DD-971) „David R. Ray”
- (DD-972) „Oldendorf”
- (DD-973) „John Young”
- (DD-974) „Comte de Grasse”
- (DD-975) „O’Brien”
- (DD-976) „Merrill”
- (DD-977) „Briscoe”
- (DD-978) „Stump” USS „Nicholson” (DD-982)
- (DD-979) „Conolly”
- (DD-980) „Moosbrugger”
- (DD-981) „John Hancock”
- (DD-982) „Nicholson”
- (DD-983) „John Rodgers”
- (DD-984) „Leftwich”
- (DD-985) „Cushing”
- (DD-986) „Harry W. Hill”
- (DD-987) „O’Bannon”
- (DD-988) „Thorn”
- (DD-989) „Deyo”
- (DD-990) „Ingersoll”
- (DD-991) „Fife”
- (DD-992) „Fletcher”

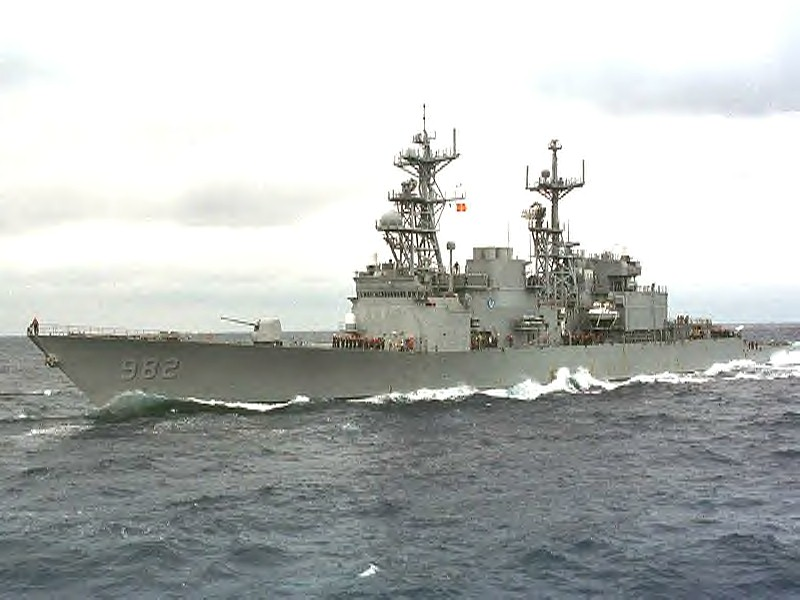
USS „Nicholson” (DD-982)

- DD-993 przeklasyfikowany na (DDG-993) „Kidd”USS „Hayler” (DD-997)

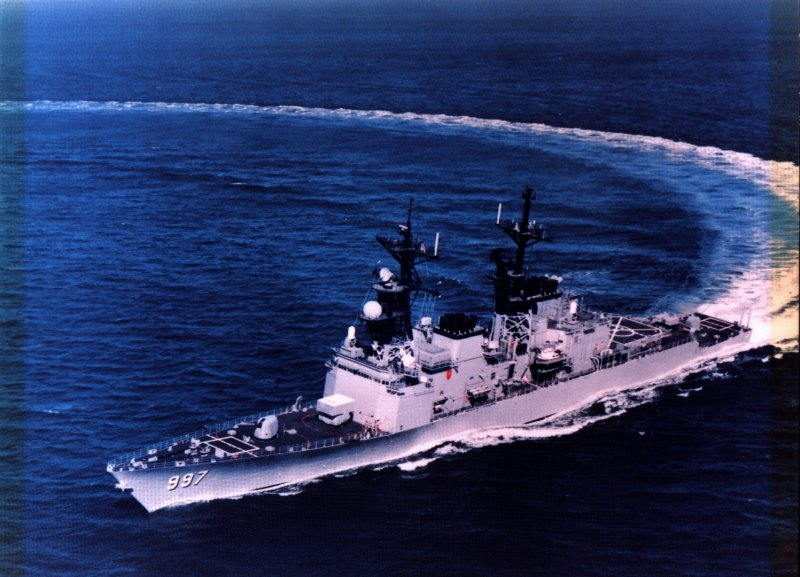
USS „Hayler” (DD-997)

- DD-994 przeklasyfikowany na (DDG-994) „Callaghan”
- DD-995 przeklasyfikowany na (DDG-995) „Scott”(inne języki)
- DD-996 przeklasyfikowany na (DDG-996) „Chandler”
- (DD-997) „Hayler”

## Lidery
Sekwencja DLG została zdezaktywowana w reformie Floty z roku 1975. DL-1 do DL-5 zostały wycofane ze służby przed tym rokiem, DLG-6 „Farragut” do DLG-15 „Preble” zostały przeklasyfikowane na DDG-37 do DDG-46. DLG-16 „Leahy” do DLGN-40 „Mississippi” zostały przeklasyfikowane na CG-16 do CGN-40.
- (DL-1) „Norfolk”
- (DL-2) „Mitscher”
- (DL-3) „John S. McCain”
- (DL-4) „Willis A. Lee”
- (DL-5) „Wilkinson”
- (DL-6) „Farragut”
- (DL-7) „Luce”
- (DL-8) „Macdonough”
- (DL-9) „Coontz”
- (DL-10) „King”
- (DL-11) „Mahan”
- (DL-12) „Dahlgren”
- (DL-13) „William V. Pratt”

- (DL-14) „Dewey”
- (DL-15) „Preble”
- (DLG-16) „Leahy”
- (DLG-17) „Harry E. Yarnell”
- (DLG-18) „Worden”
- (DLG-19) „Dale”
- (DLG-20) „Richmond K. Turner”
- (DLG-21) „Gridley”
- (DLG-22) „England”
- (DLG-23) „Halsey”
- (DLG-24) „Reeves”
- (DLGN-25) „Bainbridge”
- (DLG-26) „Belknap”
- (DLG-27) „Josephus Daniels”
- (DLG-28) „Wainwright"
- (DLG-29) „Jouett”
- (DLG-30) „Horne”
- (DLG-31) „Sterett”
- (DLG-32) „William H. Standley”

- (DLG-33) „Fox”
- (DLG-34) „Biddle”
- (DLGN-35) „Truxtun”
- (DLGN-36) „California”
- (DLGN-37) „South Carolina”
- (DLGN-38) „Virginia”
- (DLGN-39) „Texas”
- (DLGN-40) „Mississippi”

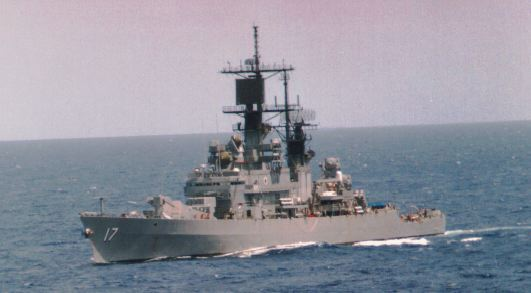
USS „Harry E. Yarnell” (DLG-17)

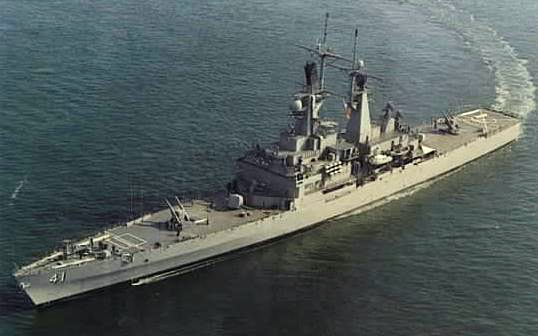
USS „Arkansas” (CGN-41)

(CGN-41 „Arkansas” został zatwierdzony już po wejściu reformy Floty z roku 1975 i nigdy nie nosił symbolu DLGN jako oznaczenia kadłuba)

## Niszczyciele rakietowe

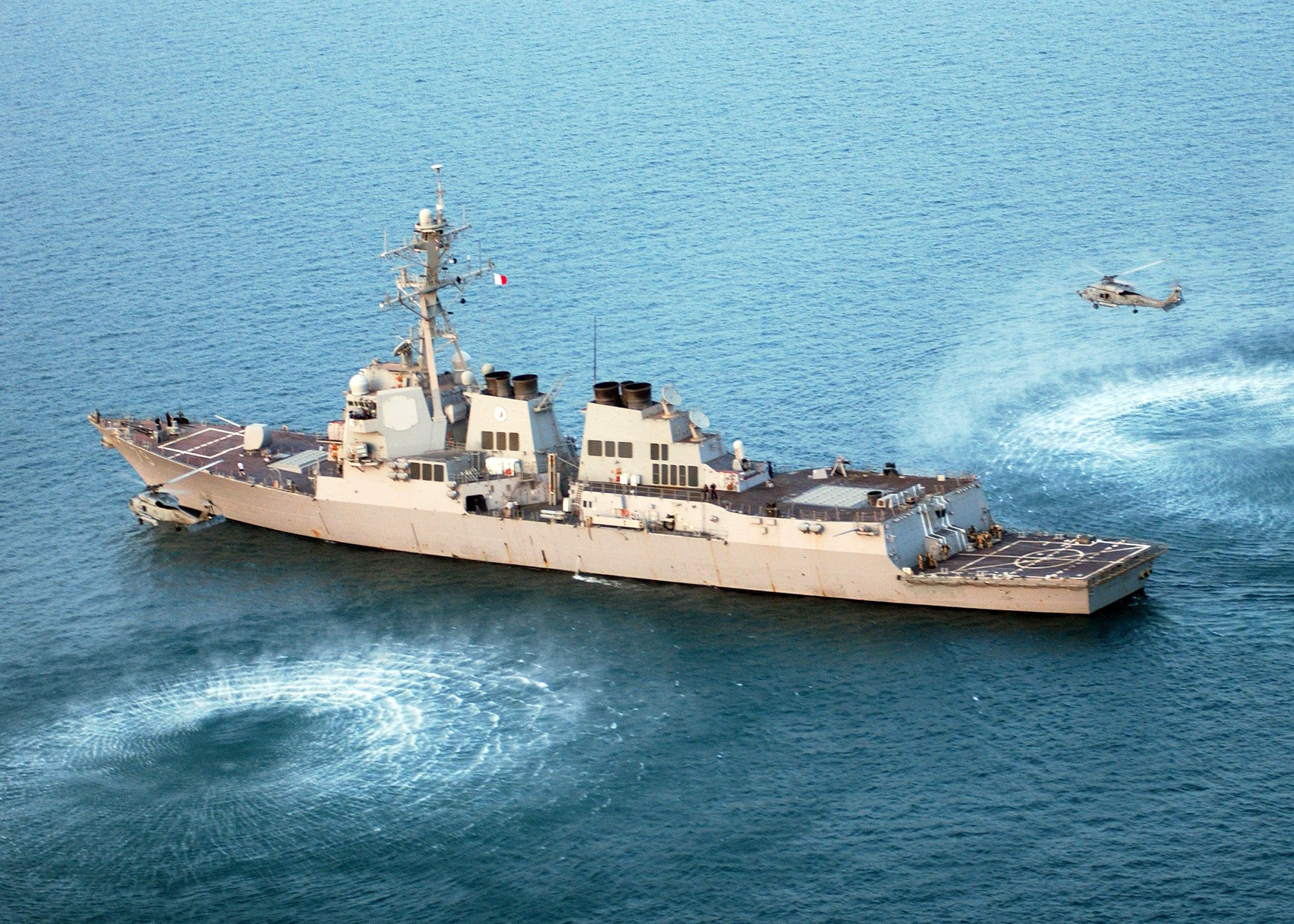
USS „Oscar Austin” (DDG-79)

Numeracja niszczycieli rakietowych ma trzy nieregularności: cztery DDG noszą numery tak jak by były w głównej puli niszczycieli (DDG-993, -994, -995 i -996), dwa okręty zostały przemianowane na krążowniki rakietowe (CG) (DDG-47 i DDG-48), a dwa numery zostały pominięte (DDG-49 i DDG-50). Dla typu „Zumwalt” przeznaczono oznaczenia od DDG-1000.
- (DDG-1) „Gyatt”
- (DDG-2) „Charles F. Adams”
- (DDG-3) „John King”
- (DDG-4) „Lawrence”
- (DDG-5) „Biddle/Claude V. Rickets”
- (DDG-6) „Barney”
- (DDG-7) „Henry B. Wilson”
- (DDG-8) „Lynde McCormick”
- (DDG-9) „Towers”
- (DDG-10) „Sampson”
- (DDG-11) „Sellers”
- (DDG-12) „Robison”
- (DDG-13) „Hoel”
- (DDG-14) „Buchanan”
- (DDG-15) „Berkeley”
- (DDG-16) „Joseph Strauss”
- (DDG-17) „Conyngham”
- (DDG-18) „Semmes”
- (DDG-19) „Tattnall”
- (DDG-20) „Goldsborough”
- (DDG-21) „Cochrane”
- (DDG-22) „Benjamin Stoddert”
- (DDG-23) „Richard E. Byrd”
- (DDG-24) „Waddell”
- Hull number DDG-25 użyty dla HMAS „Perth”
- Hull number DDG-26 użyty dla HMAS „Hobart”
- Hull number DDG-27 użyty dla HMAS „Brisbane”
- Hull number DDG-28 użyty dla D185 „Lütjens”
- Hull number DDG-29 użyty dla D186 „Mölders”
- Hull number DDG-30 użyty dla D187 „Rommel”

- (DDG-31) „Decatur”
- (DDG-32) „John Paul Jones”
- (DDG-33) „Parsons”
- (DDG-34) „Somers”
- (DDG-35) „Mitscher”
- (DDG-36) „John S. McCain”
- (DDG-37) „Farragut”
- (DDG-38) „Luce”
- (DDG-39) „Macdonough”
- (DDG-40) „Coontz”
- (DDG-41) „King”
- (DDG-42) „Mahan”
- (DDG-43) „Dahlgren”
- (DDG-44) „William V. Pratt”
- (DDG-45) „Dewey”
- (DDG-46) „Preble”

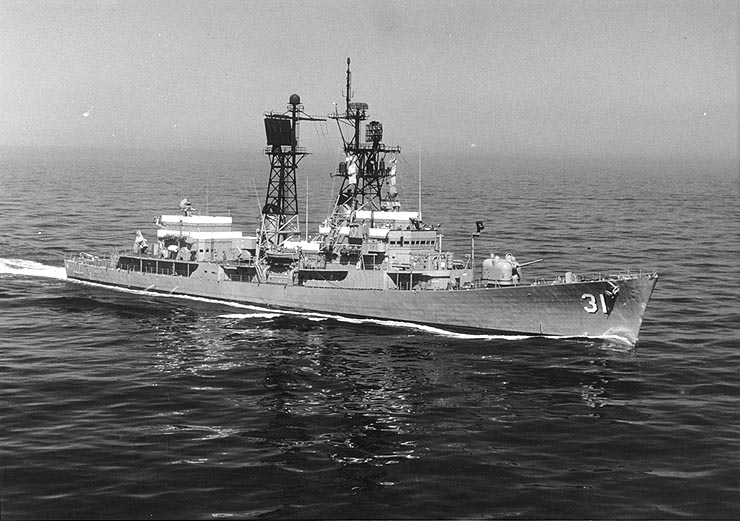
USS „Decatur” (DDG-31)

- DDG-47 przeklasyfikowany na USS „Ticonderoga” (CG-47), zmieniony na CG 1 stycznia 1980
- DDG-48 przeklasyfikowany na USS „Yorktown” (CG-48)(inne języki), zmieniony na CG 1 stycznia 1980
- DDG-49 przeklasyfikowany na USS „Vincennes”, zmieniony na CG 1 stycznia 1980
- DDG-50 przeklasyfikowany na USS „Valley Forge”, zmieniony na CG 1 stycznia 1980

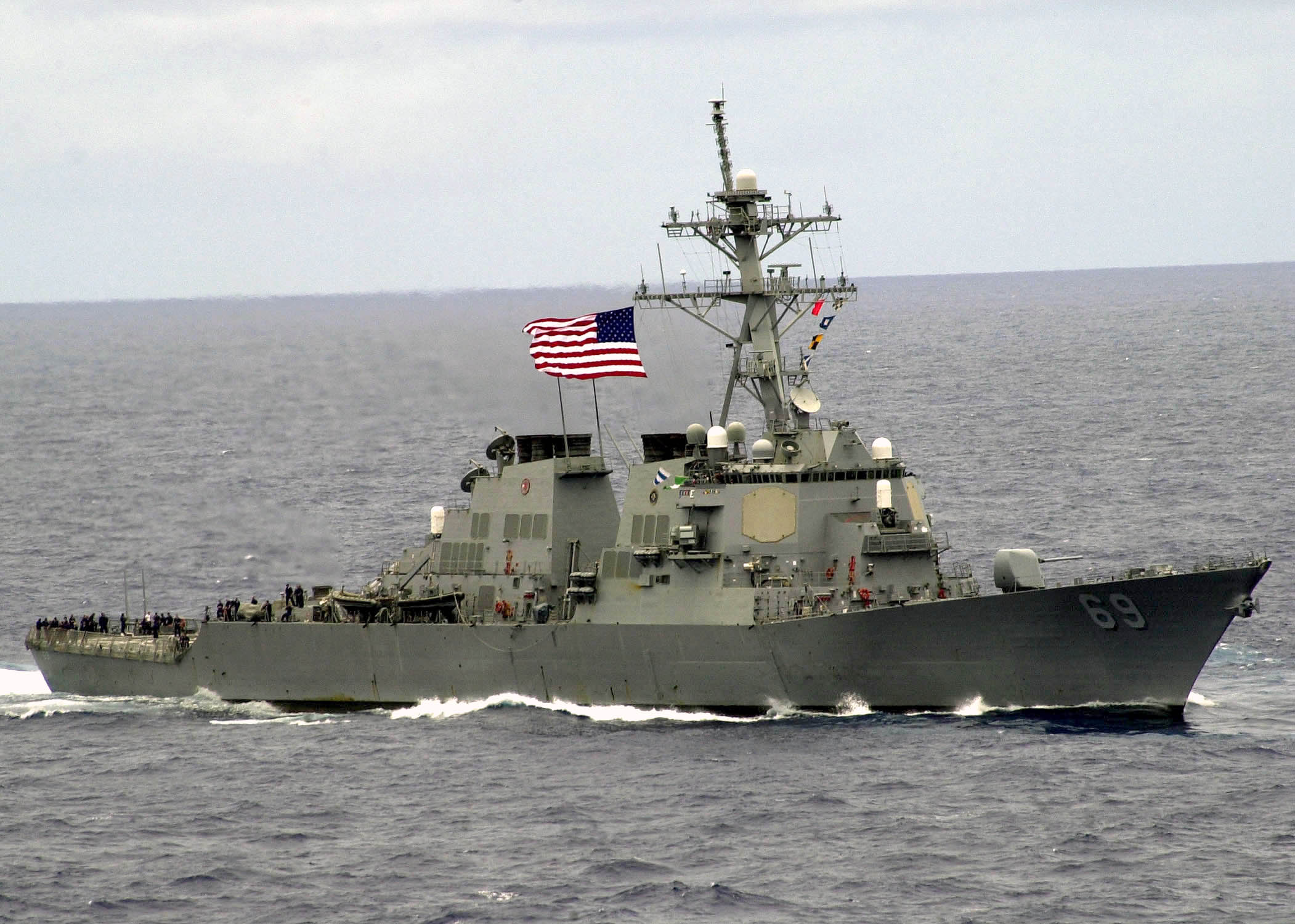
USS „Milius” (DDG-69)

- (DDG-51) „Arleigh Burke”
- (DDG-52) „Barry”
- (DDG-53) „John Paul Jones”
- (DDG-54) „Curtis Wilbur”
- (DDG-55) „Stout”
- (DDG-56) „John S. McCain”
- (DDG-57) „Mitscher”
- (DDG-58) „Laboon”
- (DDG-59) „Russell”
- (DDG-60) „Paul Hamilton”
- (DDG-61) „Ramage”
- (DDG-62) „Fitzgerald”
- (DDG-63) „Stethem”
- (DDG-64) „Carney”
- (DDG-65) „Benfold”
- (DDG-66) „Gonzalez”
- (DDG-67) „Cole”
- (DDG-68) „The Sullivans” USS „Milius” (DDG-69)

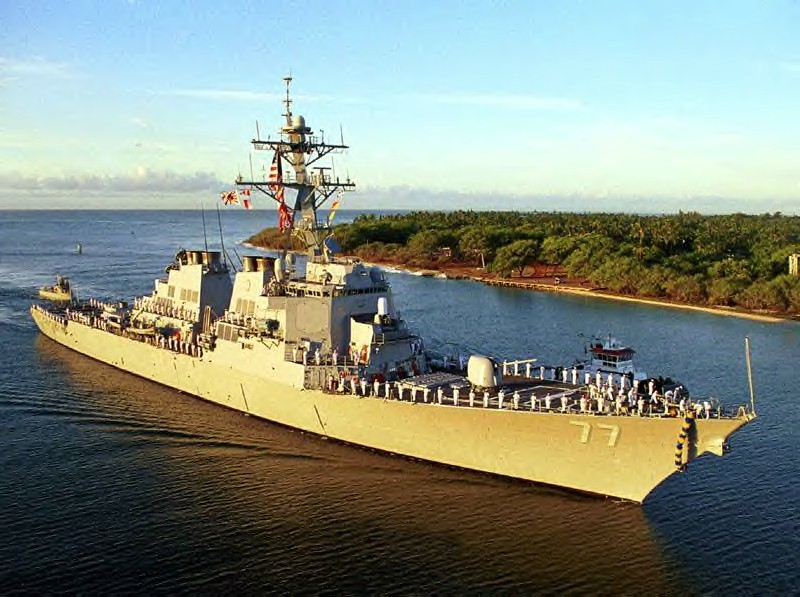
USS „O’Kane” (DDG-77)

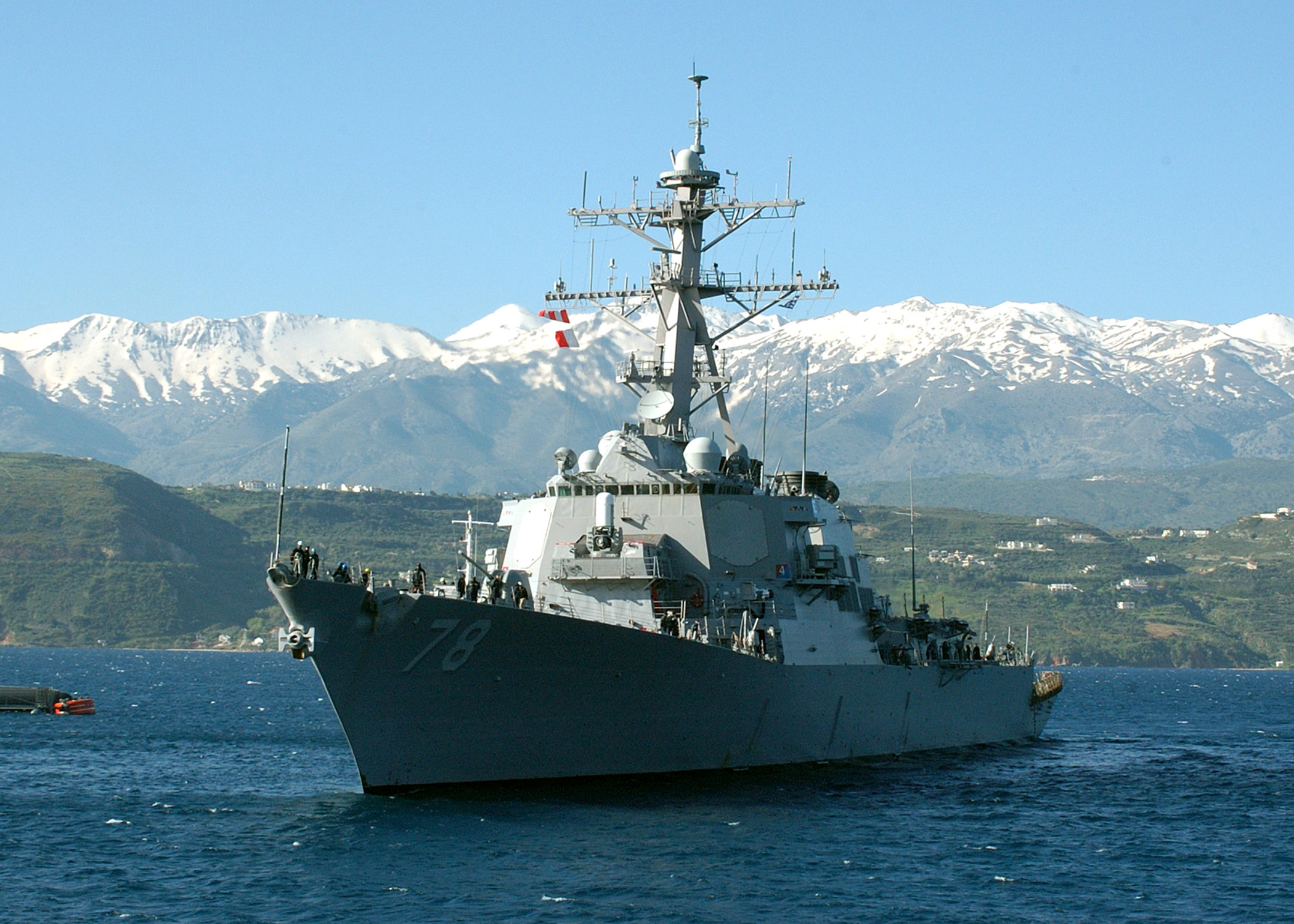
USS „Porter” (DDG-78)

- (DDG-69) „Milius”
- (DDG-70) „Hopper”
- (DDG-71) „Ross”

- (DDG-72) „Mahan”
- (DDG-73) „Decatur”
- (DDG-74) „McFaul”
- (DDG-75) „Donald Cook”
- (DDG-76) „Higgins”
- (DDG-77) „O’Kane” USS „O’Kane” (DDG-77)
- (DDG-78) „Porter” USS „Porter” (DDG-78)
- (DDG-79) „Oscar Austin”USS „Oscar Austin” (DDG-79)

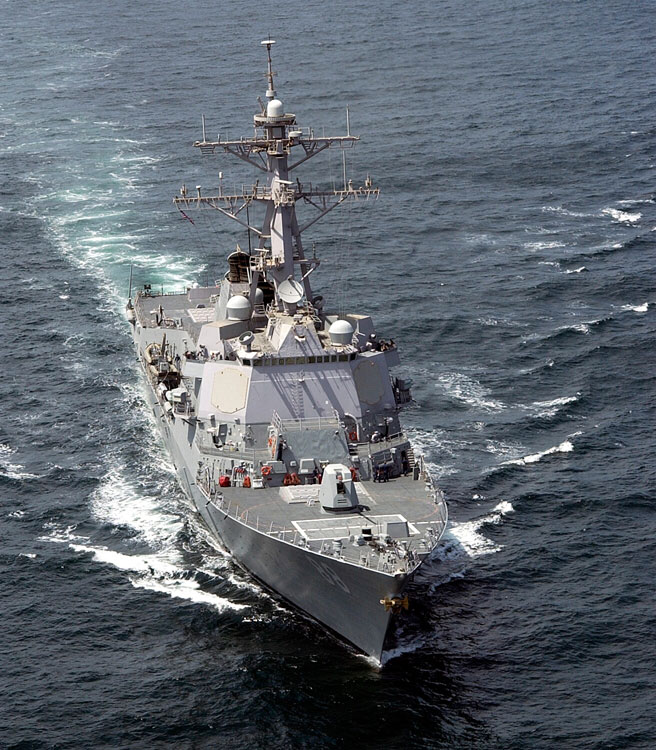
USS „Preble (DDG-88)

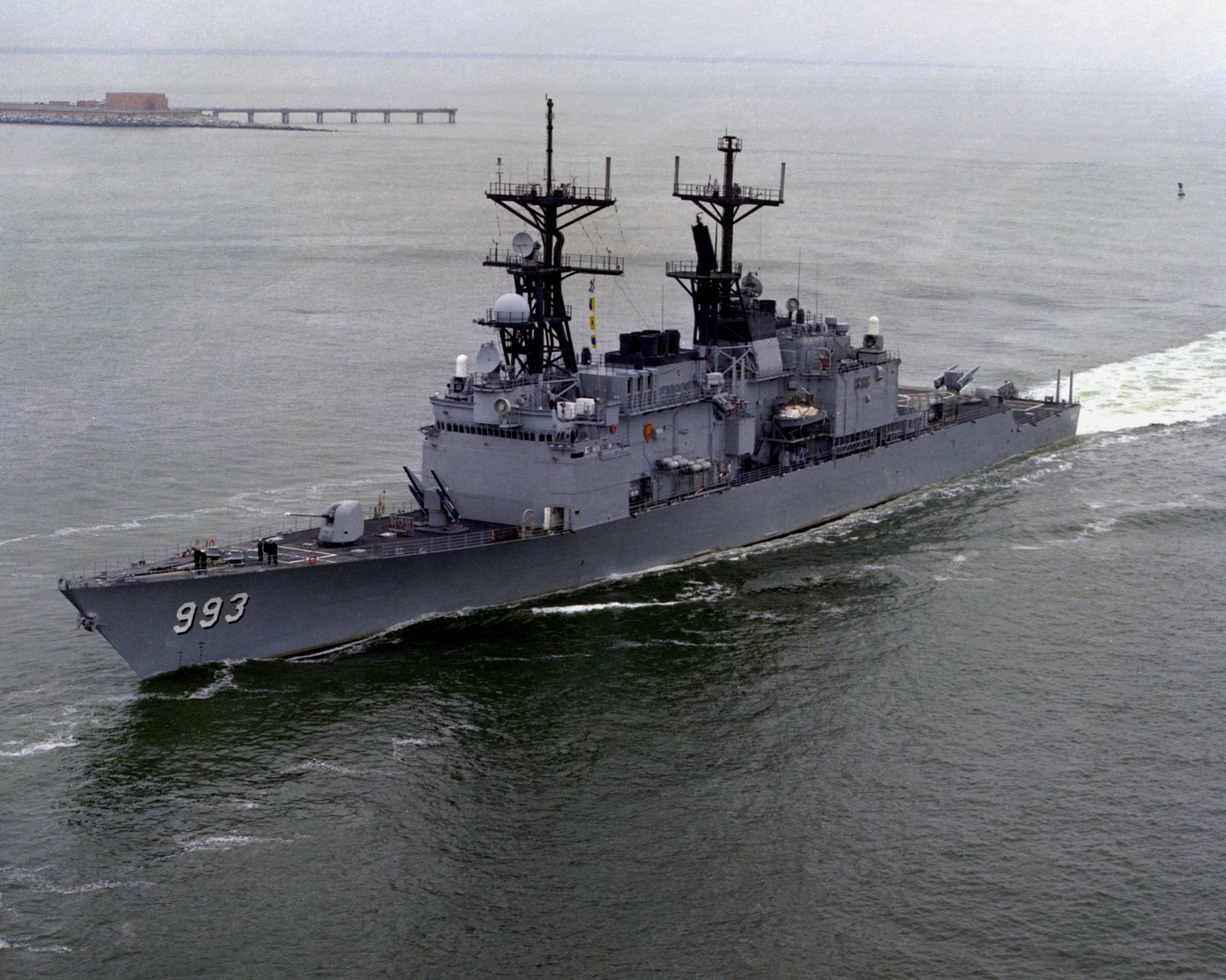
USS „Kidd” (DDG-993)

- (DDG-80) „Roosevelt”
- (DDG-81) „Winston Churchill”
- (DDG-82) „Lassen”
- (DDG-83) „Howard”
- (DDG-84) „Bulkeley”
- (DDG-85) „McCampbell”(inne języki)
- (DDG-86) „Shoup”
- (DDG-87) „Mason” USS „Preble (DDG-88)
- (DDG-88) „Preble”
- (DDG-89) „Mustin”
- (DDG-90) „Chafee”
- (DDG-91) „Pinckney”
- (DDG-92) „Momsen”
- (DDG-93) „Chung-Hoon”
- (DDG-94) „Nitze”
- (DDG-95) „James E. Williams”
- (DDG-96) „Bainbridge”
- (DDG-97) „Halsey”
- (DDG-98) „Forrest Sherman”
- (DDG-99) „Farragut”
- (DDG-100) „Kidd”
- (DDG-101) „Gridley”
- (DDG-102) „Sampson”
- (DDG-103) „Truxtun”
- (DDG-104) „Sterett”
- (DDG-105) „Dewey”
- (DDG-106) „Stockdale”
- (DDG-107) „Gravely”

- (DDG-993) „Kidd”
- (DDG-994) „Callaghan”
- (DDG-995) „Scott”(inne języki)
- (DDG-996) „Chandler”
- (DDG-1000) „Zumwalt”